# Bernabò Visconti
Bernabò Visconti, in latino Barnabos Vicecomes, (Milano, 1321 o 1323 – Trezzo sull'Adda, 19 dicembre 1385) fu signore di Bergamo, Brescia, Cremona, Soncino, Lonato e Valcamonica, dal 1355 anche Signore di Bologna, Lodi e Parma, e dal 1378 anche Signore di Bobbio e Piacenza, insieme ai fratelli Matteo II e Galeazzo II, co-Signore di Milano.
Congiuntamente al fratello Galeazzo, seppur non di comune accordo, estese i domini della famiglia spianando la strada per il grande "Stato Visconteo" che sarebbe stato definitivamente plasmato da suo nipote, Gian Galeazzo Visconti, assurto al potere dopo l'eliminazione di Bernabò stesso.

## Biografia

### Dalla nascita all'esilio (1323-1348)
Bernabò nacque nel 1321 o nel 1323 presso il monastero di Santa Margherita a Milano, terzogenito di Stefano e di Valentina Doria. Prese il nome dal nonno materno, Bernabò Doria, figlio di Branca Doria. Le informazioni relative alla sua infanzia sono scarse. Da giovane studiò diritto canonico per essere avviato alla carriera ecclesiastica. Nel 1340, con i fratelli Matteo e Galeazzo, si unì alla congiura di Francesco Pusterla contro lo zio Luchino Visconti, allora signore di Milano.
La congiura venne sventata grazie alla denuncia di Ramengo da Casate e il Pusterla fu eliminato ma Luchino non trovò prove contro i nipoti. Nella seconda metà del 1347 una nuova congiura contro Luchino costò questa volta l'esilio ai figli di Stefano. Bernabò ripiegò prima in Savoia, poi nelle Fiandre, per finire infine ospite alla corte di Filippo VI di Francia nel 1348. Durante l'esilio accompagnò probabilmente l'esercito del re di Francia in alcuni scontri. Nel gennaio del 1349 venne scomunicato insieme al fratello Galeazzo da Clemente VI su istigazione di Luchino.

### L'ascesa al potere (1349-1354)

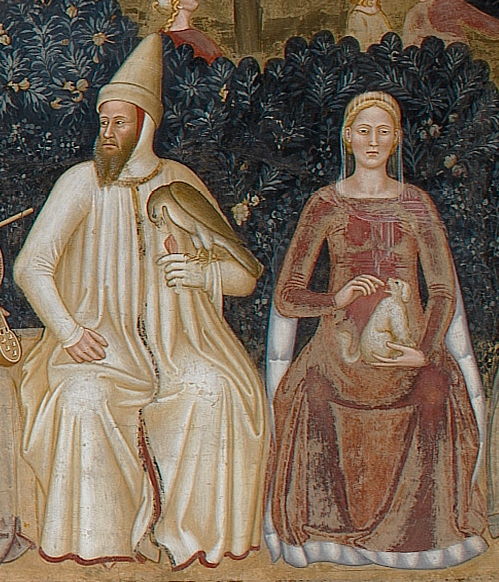
Andrea Bonaiuto
Bernabò Visconti e la moglie Beatrice Regina Della Scala, particolare dalla Chiesa militante e trionfante, affresco, 1365-1367
Cappellone degli Spagnoli, basilica di Santa Maria Novella, Firenze

Bernabò rientrò a Milano nel 1349, alla morte di Luchino, richiamato dallo zio arcivescovo e signore di Milano Giovanni insieme agli altri fratelli. Giovanni aveva infatti esiliato a Genova sia suo figlio Luchino Novello che i figli illegittimi Brizio, Borso e Forestino. Secondo il Corio questa decisione fu motivata dalla convinzione di Giovanni che Luchino Novello fosse in realtà illegittimo, in quanto frutto di una relazione tra Galeazzo II e Isabella Fieschi, moglie di Luchino. In effetti Luchino tre anni prima aveva esiliato i tre figli di Stefano anche perché sospettava o aveva prove di una relazione di sua moglie con il nipote. Giovanni, non potendo avere figli legittimi, ottenne dal consiglio generale un atto solenne grazie ai quali i tre sarebbero stati riconosciuti quali legittimi signori di Milano dopo la sua morte.
Provvide a fornire a ciascuno di loro una dimora degna del loro rango; a Bernabò toccò il palazzo di Luchino che si trovava dirimpetto alla chiesa di San Giorgio al Palazzo. Al fine di favorire la sopravvivenza dei discendenti di Matteo e di rinforzare le alleanze con le signorie vicine, concluse con successo le trattative matrimoniali tra Bernabò e Beatrice Regina della Scala, figlia di Mastino II, signore di Verona e tra Galeazzo e Bianca di Savoia, figlia di Amedeo VI, conte di Savoia. Il matrimonio si celebrò il 27 settembre 1350 a Milano con una corte bandita e giostre a cui Bernabò partecipò in persona e in occasione delle quali introdusse l'utilizzo della sella alta e dei torne. Regina della Scala era già stata promessa in sposa a Bernabò sin dal 1345; si dimostrerà una moglie feconda, dal carattere fiero e ambizioso tanto quanto il marito nonché l'unica in grado di frenarne la collera.
Nel 1350 Giovanni Visconti inviò aiuti militari a Astorgio da Duraforte, dichiarato conte di Romagna da Clemente VI, per supportarlo nell'assoggettamento della provincia. Quando però Astorgio attaccò Bologna, di cui era signore Giovanni de' Pepoli, non solo ritirò le sue truppe, ma accettò la vendita della città per duecentomila fiorini d'oro, scatenando l'ira del pontefice che minacciò di scomunicarlo e di porre l'interdetto sulle città soggette ai Visconti qualora non l'avesse restituita entro quaranta giorni. In dicembre il papa scomunicò sia Giovanni che Bernabò e i suoi fratelli e il 21 maggio 1351 pose l'interdetto.
Verso la fine dell'anno però si venne ad un accordo per cui Giovanni Visconti da Oleggio sarebbe stato nominato vicario di Bologna in cambio del pagamento di centomila fiorini. In seguito Giovanni da Oleggio effettuò una fallimentare campagna militare in Toscana contro una lega anti-viscontea composta da guelfi toscani e pontifici per la quale venne accusato da molti tra cui Matteo e Galeazzo, ricorse così alla protezione di Bernabò (nonché dello stesso signore di Milano che gli rimase sempre fedele) che durò fino a quando non morì l'arcivescovo.
Nel 1354 Bernabò mosse con un esercito su Verona per ordine di Giovanni Visconti. La città, durante una temporanea assenza di Cangrande II della Scala, si era sollevata contro il proprio signore e aveva chiesto aiuto all'arcivescovo e signore di Milano che si dimostrò disposto ad aiutare i ribelli con il beneplacito dei Gonzaga e degli Estensi. Quando però Bernabò giunse sul posto, visti gli stretti legami familiari che aveva con i signori di Verona avendo sposato la figlia di Mastino II, unì le sue forze con quelle di Cangrande e soppresse la rivolta. Riuscì poi a far ricadere tutte le colpe sui ribelli e sui Gonzaga.

### La spartizione della Signoria (1354)
Alla morte dell'arcivescovo Giovanni il 5 ottobre 1354, il potere su Milano passò ai tre figli di Stefano Visconti in virtù dell'atto pubblicato da Giovanni all'inizio del suo governo. L'11 ottobre Boschino Mantegazza consegnò ufficialmente i poteri ai tre nuovi signori presso l'Arcivescovato. A Matteo II Visconti furono destinate Lodi, Piacenza, Parma, Fidenza, Bologna, Lugo, Bobbio, Pontremoli e Massa. A Galeazzo II spettarono Como, Vigevano e la Lomellina, Novara, Vercelli, Asti, Alba, Alessandria e Tortona. A Bernabò spettarono Bergamo, Brescia, Cremona e Crema insieme alla Val Camonica, Vaprio, Rivolta, Caravaggio, Soncino, Lonato e la riviera del Garda.
La città di Milano fu gestita congiuntamente dai tre fratelli, a cui erano stati assegnati due sestieri ciascuno e che eleggevano a turno il podestà. Lo stesso dicasi per la città di Genova e il relativo contado. A Bernabò venne assegnata quale nuova residenza il palazzo di Luchino presso la basilica di San Giovanni in Conca che sarà poi nota come Cà di Can, a Matteo II il palazzo annesso all'arcivescovato dove abitava Giovanni e a Galeazzo II il palazzo di Azzone che costituiva gran parte del Broletto Vecchio. Matteo II assunse la preminenza nei consigli e negli atti pubblici, Galeazzo II l'incarico di vegliare sull'amministrazione della giustizia e della pubblica sicurezza mentre a Bernabò venne affidata la sovrintendenza sulle armi. L'orazione inaugurale fu recitata dal Petrarca nella cattedrale di Santa Maria Maggiore a Milano. Il 29 ottobre Innocenzo VI nominò Roberto Visconti quale nuovo arcivescovo della città.

### La discesa in Italia di Carlo IV di Lussemburgo (1354-1355)
La lega anti-viscontea formata da Scaligeri, Gonzaga, Este e dai veneziani si compiacque della divisione del dominio visconteo e ne approfittò per chiamare Carlo IV di Lussemburgo in Italia. Il 3 novembre 1354 l'imperatore giunse a Padova accompagnato da 300 cavalieri disarmati. Arrivato a Mantova, i legati dei Visconti gli offrirono 200 000 fiorini: 150 000 fiorini per l'ottenimento del titolo di vicario imperiale per Matteo II, Galeazzo II e Bernabò e altri 50 000 in vista della sua incoronazione a Re d'Italia. Secondo il Villani si sarebbe dovuta tenere a Monza con la Corona ferrea dopodiché l'imperatore si sarebbe diretto a Roma senza entrare a Milano e senza essere accompagnato. L'imperatore cercò anche di ristabilire la pace tra le parti con una tregua che sarebbe dovuta durare sino al maggio dell'anno successivo ma le pretese dei Visconti risultarono eccessive.
Carlo IV celebrò il Natale a Mantova poi si diresse con un esercito di 3 000 cavalieri verso i territori controllati dai Visconti. Si incontrò con Galeazzo II scortato da 500 uomini nei pressi di Lodi, da lì fu accompagnato in città per passare la notte. Bernabò accolse l'imperatore all'abbazia di Chiaravalle, qualche miglio a sud di Milano, donadogli trenta destrieri, cavalli e palafreni coperti di velluto scarlatto, drappi di seta e con selle e freni riccamente ornati. Durante il pranzo in abbazia, riuscì a convincerlo ad entrare in città. Il 4 gennaio 1355 Carlo fece solenne ingresso a Milano, dove fu accolto da migliaia di fanti e cavalieri in ricche vesti e sontuose bardature e dallo strepito assordante di centinaia di trombe, trombette, nacchere, tamburi e cornamuse. Fu poi invitato a salire al piano superiore del Broletto Vecchio dalla cui finestra mirò le truppe viscontee in parata (10 000 fanti e 6 000 cavalieri).
Fu incoronato re d'Italia il 6 gennaio nella basilica di Sant'Ambrogio da Roberto Visconti, arcivescovo di Milano, con la Corona ferrea, venne unto con il Sacro Crisma e gli fu consegnato un globo crucigero raffigurante Asia, Africa ed Europa. Seguirono giorni di festeggiamenti e corti bandite in cui l'imperatore creò quaranta nuovi cavalieri tra cui Gian Galeazzo Visconti, che allora aveva appena quattro anni, e Marco Visconti, primogenito maschio di Bernabò, di soli due mesi. Tra il 10 e il 12 gennaio Carlo IV lasciò la città scortato da seicento cavalieri viscontei e si diresse prima a Piacenza poi verso Pisa dove giunse il 18 febbraio. Il 5 aprile, giorno di Pasqua, fu incoronato imperatore a Roma. In giugno, durante il viaggio di ritorno attraverso la Lombardia, trovò però tutte le città chiuse al suo esercito e fu costretto a tornare in Germania. Il 1 giugno i veneziani stipularono unilateralmente una pace con i Visconti e con i genovesi grazie all'intermediazione del milanese Marco Resta, che fu persino nominato patrizio veneto, per lo sdegno degli altri componenti della lega.

### Giovanni da Oleggio cattura Bologna
In quegli anni Bologna era governata da Giovanni Visconti da Oleggio in qualità di luogotenente generale. Egli aveva ricevuto in feudo da Giovanni Visconti la valle di Blenio che si trovava al confine ma separata dal contado di Como. Quando Giovanni morì, Galeazzo II ereditò quel contado ma si impadronì pure di quella valle adducendo che ne faceva parte. L'Oleggio si lamentò con Bernabò con cui era in buoni rapporti ma questi non gli diede ascolto. Prima di morire Matteo II aveva inviato a Bologna, suo feudo, Galassio dei Pii per affiancare l'Oleggio nel governo della città. Aveva inoltre inviato un giudice per controllare la famiglia dell'Oleggio che però temeva di parlare per cui ricorse ad una cassa in cui raccoglieva tutte le lamentele contro il governatore che furono tantissime. Quando Matteo ne fu informato dimezzò la guarnigione della città, diminuì i salari e riformò gli uffici, richiamando a Milano alcune importanti funzionari pubblici della città. Tutto questo spinse l'Oleggio a ribellarsi e impadronirsi di Bologna. Per prima cosa decise di prendere possesso del castello controllato dal milanese Guidetto da Meroso, uomo inesperto dell'arte bellica.
Per tale fine fece arrestare il figlio secondogenito, un mercante di grano che si era presentato al suo cospetto per ricevere la paga, poi lo fece condurre davanti al castello dove montò un patibolo minacciando di impiccarlo. Guidetto e la sua famiglia decisero di arrendersi e il 18 aprile 1355 Bologna cadde nelle mani dell'Oleggio. Nell'autunno del 1355 il marchese Giovanni II del Monferrato era riuscito ad impossessarsi rapidamente di Cherasco, Alba e Asti. Gli fu poi concesso da Carlo IV il vicariato imperiale su Pavia e fu invitato dagli stessi abitanti a prendere possesso della loro città a scapito di Galeazzo II.

### Morte di Matteo II Visconti
Matteo II cercò di riprendere Bologna inviandovi un esercito comandato da Francesco d'Este senza però riuscirci.
Il 29 settembre 1355, mentre si trovava a Saronno quando avvertì forti dolori addominali al ritorno di una battuta di caccia nei dintorni di Monza. Morì quella sera stessa dopo aver cenato, probabilmente ucciso per ordine dei suoi fratelli avvelenando un lombo di maiale, di cui era particolarmente ghiotto. Il Corio infatti narra che durante un ritrovo dei tre presso Crescenzago, Matteo espresse la sua insofferenza nel dover dividere il potere insieme ai fratelli e questi, temendo che li volesse eliminare, architettarono un piano per anticiparlo. Il cadavere di Matteo fu trasportato da un lungo corteo sino a Milano dove furono celebrate le esequie; fu sepolto nella chiesa di San Gottardo in Corte.
Bernabò e Galeazzo si spartirono il dominio del defunto fratello: al primo andarono le diocesi di Lodi, Parma e Bologna compresi tutti i castelli su quei territori oltre a quelli di Angera, Melegnano, Pandino, Vaprio, la Martesana e la Bazzana mentre al secondo spettarono Piacenza e Bobbio oltre ai castelli di Monza, Abbiategrasso e Vigevano, al Seprio e alla Burgaria. Si divisero poi la stessa Milano dove i sestieri di Porta Romana, Porta Orientale e Porta Nuova andarono a Bernabò mentre Porta Comasina, Porta Vercellina, Porta Ticinese e Porta Giovia a Galeazzo II. Genova rimase divisa a metà sotto il potere di entrambi.

### La campagna anti-viscontea di Innocenzo VI (1356-1362)

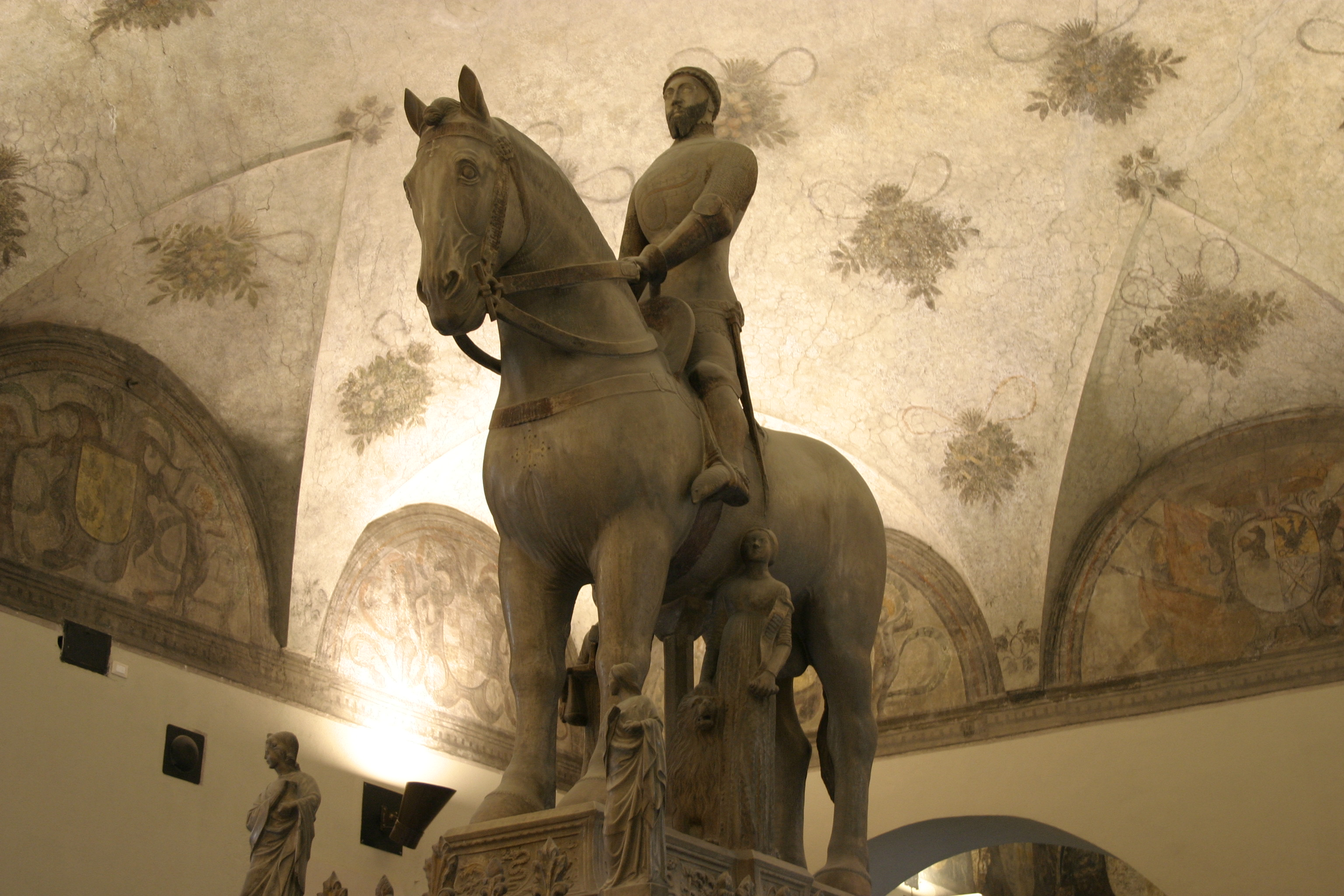
Bonino da Campione
Monumento equestre di Bernabò Visconti, 1363
Museo d'Arte Antica, Castello Sforzesco, Milano

Inizialmente Bernabò non era intenzionato a riacquistare Bologna con le armi e concesse a Giovanni da Oleggio di mantenere la signoria su quella città a patto di riconsegnargliela alla sua morte e di fargli nominare il podestà. Nel luglio del 1355 Bernabò inviò Arrigo Castracani a Bologna per fingere di trattare con l'Oleggio e ma con il reale intento di accordarsi con il podestà e sobillare i cittadini alla rivolta. La congiura fu però scoperta, entrambi furono decapitati insieme agli altri cospiratori e l'Oleggio passò con la lega anti-viscontea accordandosi con Aldobrandino III d'Este. All'inizio del 1356 si formò una lega anti-viscontea composta dagli Scaligeri, dai Gonzaga, dai Carraresi, dagli Estensi, dal Monferrato e dall'imperatore Carlo IV di Lussemburgo rappresentato dal suo vicario Marquardo di Randeck, vescovo di Augusta. I due signori di Milano erano accusati di conferire dignità ecclesiastiche in spregio al papa, di aver ottenuto il potere con la violenza, di aver teso insidie all'imperatore a Pisa e di avergli chiuso le porte delle città in faccia durante il suo viaggio di ritorno in Germania.
Bernabò inviò quindi nel reggiano un esercito di circa mille cavalieri al comando di Valeriano Castracani, figlio di Castruccio e fratello di Arrigo. Questi costruì una bastìa (castello o fortificazione in legno) assediando Castel San Paolo (oggi San Polo d'Enza). Il 6 febbraio 1356 l'esercito della lega assaltò la bastìa e la battaglia che ne conseguì terminò in una disfatta per i Visconti che ebbero trecento morti, quattrocento prigionieri, subirono la perdita delle salmerie e furono costretti a ritirarsi al castello di Montecchio. I Visconti furono poi sconfitti anche a fine agosto a Castiglione delle Stiviere e costretti a ritirarsi da Borgoforte.

#### La Battaglia di Casorate
Il 18 settembre 1356 un esercito composto dai tedeschi della Compagnia del Conte Lando (soprannome di Konrad Wirtinger von Landau), dai bolognesi guidati da Azzo da Correggio, dai ferraresi al comando di Dondaccio Malvicini della Fontana e dai mantovani sotto Raimondino Lupi di Soragna partì da Bologna entrando in ottobre nel parmigiano e nel piacentino e devastandone le campagne. Un secondo esercito al comando del vicario imperiale Marquardo di Randeck mosse da Pisa e non fu intercettato dai viscontei, riuscendo a ricongiungersi con il primo. I due eserciti ora uniti attraversarono il Po presso Arena entrando in Lomellina poi passarono Ticino invadendo il milanese e mettendo a sacco Magenta e tutti i borghi sino a Vittuone.
Le milizie tedesche al soldo dei Visconti si rifiutarono di combattere i conterranei. Per loro fortuna, il Conte Lando si attardò nei saccheggi invece di seguire gli ordini di Giovanni da Oleggio che gli aveva comandato di attaccare i borghi di Milano. A questo punto il marchese decise con le sue 200-1000 barbute di congiungersi alle 3 000 del Lando pretendendo il comando dell'esercito ma non l'ottenne, pertanto si ritirò dal campo riuscendo a catturare Novara che offrì una strenua resistenza. Bernabò e Galeazzo II sfruttarono i dissidi tra i nemici per riorganizzarsi: realizzarono i redefossi attorno ai borghi fuori dalle mura di Milano e reclutarono uomini in tutta la Lombardia mettendovi a capo Lodrisio Visconti, Pandolfo II Malatesta e Francesco d'Este; ad essi presto si aggiunsero Valeriano Castracani e Pietro Mandelli che erano intenti ad assediare Pavia.
Il Conte Lando, dopo aver saccheggiato e compiuto ogni genere di violenze a danno di Castano, stava rapinando Rosate, posta sulla strada che avrebbe dovuto condurlo ai quartieri invernali presso Pavia. Il 13 novembre, constatando che i nemici non avevano intenzione di assediare la città, l'esercito visconteo uscì da Milano e si accampò nei pressi di Casorate, tre miglia a sud di Rosate, tagliando la strada al nemico. I generali disposero i 4 200 cavalieri sulla strada per Pavia e i 2 000 fanti su ciascun lato della strada dietro folte vigne, tali da rendere impossibile una carica di cavalleria nemica. Il 14 novembre inviarono piccole squadre di una ventina di cavalieri ciascuna alla guida del Castracani contro la retroguardia del Lando intenta a guadare il Ticino. Dopo aver incontrato ed ingaggiato il nemico in brevi scaramucce, la cavalleria milanese subito fuggì con l'intento di attirarlo nella trappola.
Il Lando abboccò e giunto nel tratto di strada presso le vigne caricò la cavalleria milanese che sbarrava la strada, confidando nella superiorità numerica dei suoi uomini. Questa cedette facendo finta di ritirarsi ma subito il Lando fu attaccato ai fianchi dai fanti viscontei che ne uccisero i cavalli con archi e balestre per poi scagliarsi contro i cavalieri appiedati facendoli prigionieri. Dopo aver disfatto il primo corpo d'armata i viscontei attaccarono il secondo riuscendo facilmente a costringerlo alla fuga. La lega anti-viscontea perse 1 500 uomini tra morti e feriti, vennero catturati il Conte Lando, Marquardo di Randeck, Raimondino Lupi di Soragna, Dondaccio Malvicini e il Malcalzato, generale dei monferrini, insieme a quasi tutti i capitani e a duecento cavalieri. Pare che il Conte Lando riuscisse poi a fuggire a Novara corrompendo due carcerieri tedeschi. Il 17 novembre, approfittando della situazione, Genova e le cittadine della riviera ligure cacciarono il podestà Biagio Capelli e il governatore Maffeo Mandelli, che aveva violato le condizioni della dedizione ai Visconti, aderendo alla lega. I Visconti vi inviarono Simone Boccanegra per cercare di riportare la calma ma questi colse l'occasione per unirsi alle truppe pisane che lo stavano aspettando e farsi proclamare doge. I genovesi riuscirono in breve tempo ad ottenere il controllo su tutta la costa da Monaco a Sarzana.

#### Bernabò attacca il mantovano
Nel febbraio del 1357 Bernabò ordì una congiura ai danni di Giovanni da Oleggio per impossessarsi di Bologna. Una volta preparata si diresse con l'esercito a Parma ma qui apprese che la congiura era stata scoperta e i membri più illustri decapitati, tra cui Enrico Castracani, figlio di Castruccio. Si diresse quindi a Montecchio e fece costruire una fortificazione a Monte San Prospero che però venne assaltata e distrutta dall'esercito della lega anti-viscontea guidato da Ugolino Gonzaga il quale poi dilagò nelle campagne parmigiane devastandole e saccheggiandole per mesi. In giugno Bernabò spedì a Bologna un esercito di duemila barbute e migliaia di fanti al comando di Galasso I Pio che saccheggiò il modenese, si accampò a Piumazzo ma l'11 luglio venne assalito dalle milizie ferraresi e mantovane guidate da Feltrino Gonzaga e sconfitto.
Alla fine di agosto un piccolo esercito composto da 500 arcieri a cavallo al comando di Luchino Dal Verme si diresse a Governolo dove si impossessò del ponte sul Po grazie al tradimento di un sacerdote e ne fece costruire uno sul Mincio. Poco dopo attaccò il ponte di Borgoforte di cui fece fortificare una della estremità dato che l'altra era difesa da una piccola fortezza che riuscì a resistere agli assalti. Presto la lega anti-viscontea riuscì ad inviare un esercito che riprese il controllo di entrambi i ponti. Approfittando della vittoria, i bolognesi e i mantovani inviarono milizie nel milanese che, congiungendosi con quelle del Monferrato saccheggiarono il milanese, il lodigiano, il cremonese e il mantovano minacciando Cassano mentre Ugolino Gonzaga assediò prima Novara, che essendo pressoché indifesa fece dedizione, poi Vercelli. Sul fronte orientale nel frattempo Bernabò era tornato ad attaccare i mantovani a Borgoforte e Governolo con un esercito al comando di Giovanni Bizzozero mettendoli alle strette.
Nel marzo del 1358 questi abbandonò l'assedio di Mantova ma fu sconfitto il 25 del mese a Montichiari dal Conte Lando e da Ugolino Gonzaga, fatto prigioniero e impiccato. Il 6 aprile si aprì a Milano una conferenza per la pace che si chiuse l'8 giugno: i Visconti si allearono con le signorie di Mantova, Ferrara e Padova, le città di Novara e Alba tornarono sotto i Visconti che furono però costretti a demolire le fortificazioni del novarese e a cedere Novi, Borgoforte e i castelli catturati nel ferrarese mentre Asti e Pavia restavano sotto il Marchesato del Monferrato; infine Caterina Visconti figlia di Matteo sarebbe andata in sposa a Ugolino Gonzaga, Marco Visconti figlio di Bernabò si sarebbe fidanzato con una figlia di Francesco da Carrara e Maria Visconti figlia di Galeazzo II fu promessa in sposa ad uno dei figli di Giovanni II del Monferrato. Il Giulini afferma che l'apertura delle trattative di pace sia stata possibile proprio per l'egoismo di quest'ultimo che come visto, pretendeva di guidare l'esercito della lega senza però condividerne le conquiste. Nel settembre del 1358 nacque Rodolfo Visconti, figlio quartogenito di Bernabò con la moglie Regina della Scala e si celebrò il matrimonio tra Caterina e Ugolino.

#### L'assedio e la riconquista di Pavia
Nel 1357 i Beccaria, nobile famiglia pavese, si erano ribellati ai Visconti offrendo la città a Giovanni II del Monferrato. Tale ribellione era giustificata dalle condizioni imposte da Luchino Visconti nel 1343 che prevedevano la nomina del podestà da parte dei milanese, la presenza di una guarnigione milanese e l'obbligo di fornire soldati ai Visconti in caso di guerra in cambio della permanenza dei Beccaria nel governo della città. Quando il marchese di Monferrato prese possesso della città i Beccaria si dovettero presto ricredere dato che questi mal soffriva la loro influenza. Decise pertanto di cacciarli sfruttando la predicazione del carismatico frate agostiniano Giacomo Bussolari che gettava discredito su di loro e sui Visconti ed era molto popolare tra i cittadini per la sua eloquenza.
Presto il frate diventò di fatto il signore della città per conto del marchese. I Beccaria cercarono di farlo assassinare ma fallirono e furono costretti dal popolo ad abbandonare Pavia e a veder distrutte le loro proprietà. Giunti a Milano, si accordarono con Galeazzo II per vendicarsi del Bussolari e riuscirono a scatenare una rivolta ai danni dei pavesi insieme ai Landi che fecero passare dalla parte dei milanesi molte cittadine e castelli del pavese e dell'Oltrepò come Voghera e Broni. Nel marzo del 1358, non appena si furono sciolte le nevi, Bernabò insieme al fratello tornò ad assediare Pavia con un esercito al comando di Luchino dal Verme, collocando le truppe davanti a Porta San Salvatore. In aprile la flotta milanese riuscì a sconfiggere quella pavese e la città fu assediata anche via fiume.
Il Bussolari nel frattempo nominò venti tribuni, uno per quartiere, con il compito di assoldare altrettante compagnie di 100 uomini ciascuna con quattro capitani per compagnia mentre la sua persona sarebbe stata protetta da una guardia di sessanta persone. Il tutto venne finanziato dalla vendita degli abiti e dei gioielli dei cittadini che se ne disfecero liberamente riponendo la loro fede nel frate. Sotto la guida di Antonio Lupi da Parma e con l'aiuto delle truppe del marchese del Monferrato, che si era accampagnato a Bassignana, i pavesi effettuarono una sortita in cui riuscirono a sbaragliare l'esercito di Galeazzo facendo molti morti e prigionieri. Galeazzo però raccolse rapidamente un altro esercito e tornò ad assediarla insieme al fratello tanto che a novembre i cittadini, stremati dalla fame e dalla diffusione di un'epidemia, decisero di arrendersi a Bernabò, temendo violente rappresaglie da parte del fratello. Bernabò rifiutò e Galeazzo entrò in città senza però effettuare violenze o saccheggi e per controllarla meglio diede inizio alla costruzione del castello di Pavia. Il Bussolari fu processato e poi confinato a vita in un convento del vercellese.

#### L'offensiva dell'Albornoz su Parma
Nel 1359 Bernabò, reputando che l'unico in grado di assistere Giovanni da Oleggio a difendersi dalle sue mire su Bologna sarebbe stato Egidio Albornoz, cardinale e legato papale, strinse un accordo con lui per il quale gli avrebbe inviato 200 lance per aiutarlo nell'assedio di Forlì in cambio della sua neutralità nei confronti di Bologna. Pochi mesi dopo l'Albornoz ottenne la città di Forlì facendo finta di intavolare una trattativa con il capitano Forlino per poi imprigionarlo e costringerlo a cederla insieme al suo contado. In novembre Bernabò tornò a dedicarsi alla campagna contro Bologna schierando un esercito di 1 000 fanti e 800 cavalieri cui si aggiunsero 400 cavalieri inviati da Galeazzo e 200 cavalieri ciascuno da Ferrara, Mantova e Padova. Secondo il Giulini invece l'esercito contava 4 000 cavalieri e 800 fanti. Il 7 dicembre catturò Crevalcore per cui Giovanni Visconti di Oleggio chiese aiuto a Innocenzo VI.
Nel febbraio del 1360 con la cattura di Castelfranco, Bernabò aveva ormai strada spianata per Bologna. Giovanni da Oleggio, temendo di non poter più difendere la città e finire nelle grinfie del Visconti, strinse un accordo con l'Albornoz che, dimentico dei patti stretti con i milanesi, il 17 marzo assunse il controllo di Bologna e dei castelli nei dintorni donando a Giovanni il governo della città di Fermo poi aumentò la guarnigione della città con l'aiuto dei Malatesta. Alla richiesta da parte dell'Albornoz di ritirarsi dall'assedio di Bologna, Bernabò e i ferraresi risposero catturando Piumazzo e alcuni castelli del bolognese, occupando Lugo e assediando Cento e Forlì per cui Innocenzo VI scomunicò il Visconti. A luglio Bernabò catturò e fece fortificare Casalecchio deviando le acque del Reno di cui si avvaleva Bologna e devastandone le campagne.
L'Albornoz rispose cacciando i ghibellini da Forlimpopoli poi in novembre, diffidando della fedeltà soldati italiani, strinse un accordo con re Luigi I d'Ungheria che gli inviò in aiuto 5000-10000 cavalieri (tra cui molti arcieri a cavallo) e 700 fanti. Nel frattempo Regina della Scala aveva convinto Bernabò a rifiutare di avere per nuora la figlia di Francesco da Carrara che ruppe l'alleanza facendo passare gli ungheresi per Padova. L'esercito infine arrivò a Bologna dove si congiunse con i duemila uomini dell'Albornoz e riuscì a distruggere le bastie fatte costruire dai viscontei davanti alla città; negli scontri si menziona per la prima volta l'utilizzo di una bombarda in Italia da parte dei milanesi. Ungheresi e pontifici attaccarono poi Parma, il cui assedio iniziò il 24 novembre. I parmensi deposero i loro ufficiali e stabilirono un governo grazie al quale si difesero strenuamente sino all'arrivo dell'esercito visconteo in dicembre.
Per cacciare gli ungheresi Bernabò ne corruppe il comandante pagandolo profumatamente assoldando un migliaio dei suoi uomini. Quello stesso mese Galeazzo II diede in moglie al figlio Gian Galeazzo la sorella del re di Francia, Isabella di Valois, pagando l'immensa cifra di 500 000 fiorini d'oro e ricevendo in cambio la contea di Vertus. Nel 1360 il papa, considerando lo spregio che Bernabò avere per le cariche ecclesiastiche, lo scomunicò. Vi furono poi tentativi di pace grazie all'intermediazione del fiorentino Niccolò Acciaiuoli per conto di Luigi I d'Angiò che propose al pontefice di pagare centomila fiorini a Bernabò entro cinque anni e al secondo di rinunciare ad ogni pretesa su Bologna. Quando il legato pontificio cercò condizioni più favorevoli Bernabò diede quale risposta "voglio Bologna" a ciascuna di esse facendo fallire le trattative.

#### La battaglia di San Ruffillo e la peste del 1361
Il 3 novembre morì Aldobrandino III d'Este e la signoria di Ferrara fu assunta dal fratello Niccolò che subito ruppe l'alleanza con i Visconti per passare dalla parte dell'Albornoz insieme a Leonardo Rolando, castellano di Rubiera. Bernabò rispose inviando un esercito che giunse sino alle porte di Bologna dove catturò e fortificò San Ruffillo, pochi chilometri ad est delle mura della città. I bolognesi chiesero aiuto all'Albornoz che, diffondendo la falsa notizia per cui Rimini si era ribellata ai Visconti, attirò trecento soldati milanesi verso quella città mentre insieme ai Malatesta tornò a Bologna dove attaccò i viscontei il 26 luglio. Inizialmente i milanesi riuscirono a respingere le prime due schiere guidate da Galeotto I Malatesta ma, ormai indeboliti, furono infine sconfitti dai bolognesi che fuoriuscirono dalla città assaltando San Ruffillo.
L'esercito milanese tentò di prendere Correggio ma fu sconfitto. Bernabò attribuì la sconfitta ad Ugolino Gonzaga ed effettuò una spedizione punitiva per saccheggiarne le terre ma il signore mantovano lo sconfisse a Revere. Il 5 dicembre Bernabò firmò una tregua di venti giorni con l'Albornoz e avviò trattative per il possesso di Bologna senza esito. Nell'estate del 1361 le compagnie mercenarie inglesi assoldate da Giovanni II del Monferrato per combattere Galeazzo II provocarono un'epidemia di peste che fece decine di migliaia di morti in tutta la Lombardia e non risparmiò Milano, la cui popolazione fu dimezzata dopo che nel 1348, grazie alle misure di Luchino Visconti, ne era stata appena sfiorata. Per cercare di sfuggirle i nobili milanesi si ritirarono nei castelli in campagna, Galeazzo II in quello di Monza e Bernabò in quello di Melegnano. Il morbo colpì il milanese per circa sei mesi.

#### La rivolta dei guelfi di Brescia
All'inizio del 1362 l'Albornoz formò una coalizione anti-viscontea comprendente, oltre allo Stato Pontificio, i Carraresi, gli Estensi, i Gonzaga e gli Scaligeri. Il signore di Verona, Cansignorio, suggellò l'alleanza facendo sposare la sorella Verde della Scala con Niccolò II d'Este. Bernabò aprì trattative di pace con il papa ad Avignone ma le sue richieste furono respinte essendo talmente eccessive da risultare ingiuriose. A marzo pertanto inviò un esercito ad attaccare Peschiera e un secondo ad attaccare Solara ma entrambi furono sconfitti da Malatesta Ungaro. I guelfi di Brescia si ribellarono ai Visconti e catturarono molti castelli del contado per poi mettersi sotto la protezione di Cansignorio.
Bernabò riuscì a recarsi personalmente nel bresciano insieme ad alcuni soldati dove sconfisse una squadra di cavalleria a Pontevico, dopo che per giorni quest'ultima ne stava assediando il castello, per poi entrare a Brescia dove fece arrestare i capi dei guelfi e rimettere la città nelle mani dei nobili ghibellini poi tornò a Milano. In settembre partì per Cremona dove radunò un esercito e si diresse a Robecco d'Oglio dove sconfisse ancora una volta i guelfi bresciani per poi catturare alcuni castelli in val Trompia. Molti nobili bresciani della fazione guelfa furono impiccati o decapitati e le loro proprietà, come era uso, vennero saccheggiate e distrutte. Il 14 ottobre 1362 Ugolino Gonzaga venne assassinato dai fratelli, la moglie Caterina Visconti fuggì a Milano e Bernabò, ottenuto il casus belli, attaccò Mantova, retta dal Capitano del Popolo Guido Gonzaga. Impegnato a combattere su troppi fronti, Bernabò accettò, quasi certamente su pressione del fratello Galeazzo II, la mediazione del re Giovanni II di Francia per chiudere il conflitto con il nuovo papa, Urbano V.

### La campagna anti-viscontea di Urbano V (1363-1370)

#### La battaglia di Solara
Le trattative di pace del settembre 1362 non ebbero buon fine dato che Bernabò non si presentò al papa ad Avignone. Il 3 marzo 1363 Urbano V dichiarò Bernabò eretico, decaduto da tutti gli onori, diritti e privilegi e contro lui fu indetta una crociata che ebbe preminenza rispetto a quella che intendeva dichiarare contro i saraceni dopo l'esortazione di Pietro I di Cipro che si era recato appositamente in Francia per tal motivo. Bernabò, infuriato per l'anatema papale, si pose personalmente alla testa dell'esercito per soccorrere Solara che dalla fine di marzo era sotto assedio dei ferraresi.
Riuscì ad entrare nella cittadina rifornendola di vettovaglie ma mentre era intento ad impartire ordini, essendo esposto troppo, fu ferito a una mano da un verrettone e costretto a farsi curare a Crevalcore. Il 6 aprile 1363 la lega anti-viscontea sconfisse il suo esercito nella battaglia di Solara durante la quale furono catturati molti nobili lombardi tra cui Ambrogio Visconti, primo figlio naturale di Bernabò avuto da Beltramola de' Grassi che venne imprigionato ad Ancona. Questa battaglia per i milanesi significò la perdita di tutti i capisaldi attorno alla città di Bologna. Riparato a Parma, in otto giorni Bernabò riuscì a radunare un nuovo esercito con il quale tornò ad assediare Modena realizzando una bastia a Villa di Cesi ma in agosto scese a trattative grazie alla mediazione di re Giovanni II di Francia e Pietro I di Cipro, raggiungendo un fragile armistizio il 3 settembre.

#### La pace di Bologna e le alleanze matrimoniali
Il conflitto tra Bernabò Visconti ed il papa venne chiuso il 3 marzo 1364 da un trattato di pace che garantì ai Visconti l'esorbitante somma di 500 000 fiorini in otto rate, la restituzione di tutti i prigionieri e la revoca della scomunica in cambio della cessione di Bologna, Lugo e dei castelli modenesi e bolognesi oltre alla fine della persecuzione degli ecclesiastici e del divieto di imporre nuove tasse sui loro beni. Bologna sarebbe stata presidiata da Andreino d'Elvenia sino al completo pagamento delle rate. Bernabò ottenne dagli Scaligeri i castelli da loro occupati nel bresciano e attorno al lago di Garda. Il raggiungimento della pace fu possibile solo con la sostituzione dell'Albornoz (di cui i Visconti non sopportavano l'arroganza) con il più conciliante Andreino di Cluny.
Per festeggiare la pace Bernabò indisse un grande torneo nel cortile del suo palazzo a Milano a cui parteciparono molti dei più grandi signori d'Italia e in cui il vincitore ebbe in premio una cintola e una ghirlanda del valore di duecento fiorini l'una. In estate gran parte dell'Italia settentrionale fu flagellata dalle cavallette. Nell'ottobre del 1364 Bernabò fidanzò la figlia Verde a Leopoldo, figlio di Alberto III d'Asburgo duca d'Austria il che permise di stringere una nuova alleanza tra i due stati per mezzo di Rodolfo d'Asburgo, fratello di Leopoldo che morì pochi giorni dopo e fu sepolto nella chiesa di San Giovanni in Conca. Nel 1365 si celebrò il matrimonio tra Verde Visconti e Leopoldo III d'Asburgo; la sposa portò una dote di 100 000 fiorini.

#### La seconda Compagnia di San Giorgio
Nel 1365 Bernabò, venuto a sapere che a Pisa si trovava una compagnia inglese che vi si era rifugiata dopo una guerra con i perugini, vi inviò il figlio Ambrogio pagandola affinché ottenesse il grado di capitano. Gli inglesi accettarono la proposta ponendosi sotto l'egida viscontea e Ambrogio fondò così la seconda Compagnia di San Giorgio a cui si unirono alcuni degli ex-componenti della Compagnia Bianca, sciolta da Giovanni Acuto l'anno prima. 

La nuova compagnia attaccò e devastò la Lunigiana, conquistò Spezia penetrando nel genovese e pose l'assedio a Genova con l'aiuto dell'esercito di Galeazzo, dei Fieschi e degli Spinola. 

Le operazioni terminarono l'anno successivo con un nuovo trattato di pace in seguito al quale la compagnia si spostò in Romagna quindi in Abruzzo dove fu sconfitta e dispersa in battaglia da Giovanna I di Napoli. 
Ambrogio fu incarcerato a Castel dell'Ovo. Il 3 luglio 1366 Bernabò e suo fratello firmarono una pace con Genova in cambio di 60 000 fiorini d'oro in tre anni o secondo altre fonti 20 000 fiorini.

#### La nuova lega anti-viscontea
A causa dell'aumento dell'imposizione fiscale nei confronti degli ecclesiastici e del loro maltrattamento, il 29 luglio 1366 per iniziativa di Urbano V si formò ad Avignone una nuova coalizione anti-viscontea composta da Carlo IV di Lussemburgo, Luigi I d'Ungheria, Giovanna I di Napoli, i Francesco I da Carrara, Niccolò II d'Este, Guido Gonzaga e Galeotto Malatesta detto l'Ungaro. Dopo che Urbano V si trasferì da Avignone a Roma, la lega fu rinnovata a Viterbo il 7 agosto 1367. Il papa promise di far eleggere imperatore Venceslao, figlio di Carlo e donò all'imperatore le decime di Germania e Boemia.
A Galeazzo e Bernabò si cercò di far credere che tale alleanza servisse per contrastare le compagnie di ventura ma per accertarsene i due mandarono messi al pontefice senza ottenere risposta. Bernabò rispose alla lega alleandosi con Cansignorio della Scala, di cui era stato precedentemente acerrimo nemico: in cambio dell'alleanza, Mantova sarebbe passata sotto il dominio scaligero nel caso in cui fosse stata catturata. Come da accordo, il 5 aprile 1368 l'esercito di Bernabò Visconti e Cansignorio della Scala, forte di tremila fanti e altrettanti cavalieri, devastò le campagne mantovane per poi assediare Mantova e Borgoforte. Il 24 aprile la flottiglia viscontea mise in fuga quella estense sul Po catturando diverse navi.
L'esercito milanese fu tuttavia funestato dall'uccisione di cinquecento italiani da parte dei tedeschi e degli ungheresi che militavano nelle sue file, cui seguì un'identica rappresaglia da parte degli italiani a Bergamo. In giugno si celebrarono a Milano le nozze tra Violante Visconti figlia di Galeazzo e Lionello Plantageneto, figlio di re Edoardo III d'Inghilterra dove Bernabò fece da padrino; si festeggiò con un sontuoso banchetto di ben diciotto imbandigioni nella piazza dell'Arengo. Il 12 agosto Bernabò strinse alleanza con i Wittelsbach, suggellata con il matrimonio di sua figlia Taddea Visconti con Stefano III di Baviera e di suo figlio Marco con Elisabetta di Baviera, figlia del duca Federico di Baviera-Landshut.
Il 30 maggio 1368 Urbano V emise una bolla che incitava una nuova crociata contro Bernabò per aver violato i capitoli della precedente pace, in particolare riguardo al trattamento degli ecclesiastici. L'esercito imperiale alla guida di Carlo IV partì da Praga e il 12 giugno si unì alle forze della lega anti-viscontea presso Ficarolo formando un'armata di 30 000 cavalieri e 20 000 uomini (o di soli 20 000 secondo il Corio). Pose due fallimentari assedi ad Ostiglia e non riuscì a scacciare i viscontei da Mantova sotto assedio. Nel frattempo alle sue forze si erano unite anche quelle di Giovanna I di Napoli e dei fratelli Da Correggio che tradirono la fedeltà ai Visconti. Si diresse quindi a Borgoforte dove assaltò le fortificazioni costruite l'anno precedente da Bernabò ma i viscontei riuscirono a resistere.
Date le intense piogge che avevano ingrossato il Po si pensò quindi di deviare il fiume così da inondare Borgoforte ma i viscontei risposero con opere idrauliche che fecero in modo di allagare i campi mantovani e travolgere l'accampamento imperiale che fu distrutto con pesanti perdite. L'imperatore fu costretto a ritirarsi a Mantova. Cansignorio nel frattempo aveva fatto esondare di proposito l'Adige in direzione di Padova danneggiando i Carraresi. L'imperatore poi puntò contro Verona ma fu presto costretto a ritirarsi per mancanza di viveri mentre Leopoldo d'Austria occupò il vicentino insieme all'alleato Francesco da Carrara. Si scese infine a trattative a Modena tra Visconti e Scaligeri da una parte e Lega anti-viscontea, imperatore e vicario papale dall'altra che portarono ad una pace l'11 febbraio 1369 per la quale Bernabò avrebbe restituito Borgoforte e l'esercito della lega anti-viscontea si sarebbe ritirato nei rispettivi stati. Le continue piogge della primavera del 1369 determinarono una pesante carestia per tutto l'anno.

#### Manovre militari in Toscana
Il 5 aprile 1369 Carlo IV dichiarò Lucca dipendente dall'impero ma si rifiutò di concedere a Bernabò il vicariato. Bernabò allora inviò Giovanni Acuto in Toscana per catturare Lucca. Urbano V rispose con la formazione di una nuova Lega anti-viscontea appoggiata da tutte le principali signorie del nord (tranne gli Scaligeri) e da Firenze. Il 1º dicembre 1369 le truppe viscontee guidate da Giovanni Acuto affrontarono quelle della Lega nella battaglia di Cascina, sconfiggendole e catturando la Lunigiana, affidata a Regina della Scala e il contado pisano, ma non Pisa. Malgrado la sconfitta, il 25 marzo 1370 Urbano V rinnovò la Lega anti-viscontea formata dagli stessi membri dell'anno precedente. L'11 maggio Bernabò inviò di nuovo Giovanni Acuto in Toscana per catturare Pisa ma senza esito, il 13 giugno pose l'assedio a Reggio, sotto la signoria di Feltrino Gonzaga.
Giovanni Acuto venne in seguito inviato in supporto a Perugia, che si era ribellata al pontefice, riuscendo a compiere scorrerie sin sotto le mura di Viterbo dove risiedeva Urbano V. In settembre Sarzana si sottomise volontariamente ai Visconti. La Lega inviò quindi un esercito per sollevare la città dall'assedio ma nessuna delle due parti prevalse e si giunse ad una tregua l'11 novembre in seguito alla quale l'imperatore tornò in Boemia. Bernabò inviò 800 uomini a Lucca fingendo di inviarle in aiuto del papa contro i fiorentini, queste riuscirono ad entrare in città ma Alderico Castracani, alleato del Visconti, riferì il piano ai pontifici per cui Bernabò non riuscì a catturare la città e fu costretto a ritirarsi dalla Toscana. Per vendicarsi inviò un esercito sino alle porte di Firenze saccheggiando la campagna e facendo molti prigionieri.
Nel febbraio del 1370 i Visconti persero San Miniato in seguito al tradimento di uno dei cittadini che fece penetrare delle milizie fiorentine in città; sempre ai fiorentini passò Guido da Fogliano. Bernabò, spinto da Giovanni dell'Agnello, inviò un esercito per catturare Pisa ma dopo due mesi di assedio fu costretto a toglierlo e ritornare nel parmigiano. In luglio tentò di assediare Reggio, presidiata da Feltrino Gonzaga, ma fu ancora una volta sconfitto dopo una sortita effettuata da reggiani, bolognesi e ferraresi. Nell'estate dello stesso anno Ludovico II Gonzaga stipulò un trattato di pace con i Visconti per la cui Mantova rimase ai Gonzaga e Bernabò abbandonò il ponte di Borgoforte in cambio della fuoriuscita di Mantova dalla lega anti-viscontea. In ottobre ferraresi, bolognesi e fiorentini attaccarono con 500 lance alla guida di Lucio Lando il territorio attorno a Mirandola ma furono infine sconfitte da Bernabò. Il 12 novembre fu suggellata la pace tra i Visconti, la Repubblica di Firenze e lo Stato Pontificio ma ebbe vita breve dato che il 19 dicembre morì Urbano V. Al suo posto il 30 dicembre fu eletto Gregorio XI, nipote di Innocenzo VI.

### La campagna anti-viscontea di Gregorio XI (1371-1378)

#### La cattura di Reggio
Nel marzo del 1371 Niccolò II d'Este assoldò l'esercito condotto da Lucio Lando per catturare Reggio, tenuta da Feltrino Gonzaga, in seguito ad una richiesta d'aiuto da parte dei cittadini. Grazie al tradimento di un tale Gabriello Gavasaldo, il 7 aprile il Lando riuscì a catturare Porta San Pietro e a far entrare in città 300 uomini al comando di Zebrino da Marano che costrinsero il Gonzaga e i Manfredi a rinchiudersi nel castello della città. Reggio venne poi sottoposta ad un violento saccheggio da parte della compagnia mercenaria. Guglielmo, figlio di Feltrino, riuscì ad uscire dal castello e recarsi a Crevalcore per implorare aiuto a Bernabò che era ivi acquartierato. Il 10 aprile Bernabò gli concesse 50 soldati scelti carichi di viveri che riuscirono a tornare a Reggio introducendosi nel castello di notte e di soppiatto.
Poi il signore di Milano ordinò al suo capitan generale, Guido da Vimercate, di assoldare le truppe di Alidasio, conte di Cuneo e al contempo scrisse al figlio Ambrogio ingiungendogli di soccorrere Feltrino con i suoi 500 uomini. Ambrogio si fece dare le chiavi del castello ed entrò in città ma venutolo a sapere, il Lando partì da Sassuolo e si recò di nuovo a Reggio per contrastarlo. Guglielmo infine accettò di cedere a Bernabò Reggio e tutte le città nella sua diocesi con l'eccezione di Bagnolo e Novellara in cambio di 50 000 fiorini. Bernabò si recò con l'esercito a Parma e una volta terminata la licenza concessagli dall'Este, Lucio Lando acconsentì ad abbandonare la città ai milanesi in cambio di 25 000 fiorini (secondo il Rosmini) o 60 000 fiorini (secondo il Corio) poi tradì i Visconti passando al servizio del marchese del Monferrato contro Galeazzo. Il governo della città fu affidato ad Ambrogio Visconti, seguirono grandi festeggiamenti.
A partire da luglio Manfredino da Sassuolo, al soldo di Bernabò, saccheggiò le campagne modenesi mentre dal 14 agosto Ambrogio Visconti devastò le ferraresi arrivando per la prima volta da settant'anni sino alle porte della città. Niccolò II d'Este, intimorito dagli eventi, chiese aiuto a Gregorio XI. Il papa a sua volta cercò di combinare un'altra lega anti-viscontea con Carlo IV di Lussemburgo, Luigi I d'Ungheria e i guelfi toscani. In ottobre Guido da Correggio, figlio di Azzone, tradì il padre e lo zio che sostenevano la lega anti-viscontea alleandosi con Bernabò e, dopo aver introdotto alcuni soldati in città, li fece arrestare insieme ai loro figli assumendo il governo del luogo e guadagnandosi una provvigione annua dai Visconti.

#### La battaglia di Rubiera
All'inizio del 1372 il marchese Federico II di Saluzzo chiese aiuto a Bernabò non riuscendo a contrastare l'esercito di Amedeo VI di Savoia. Bernabò gli inviò 500 lance che per tutta l'estate effettuarono scorrerie nelle terre del conte. Nel frattempo Gregorio XI aveva allestito un esercito di 1 000 lance e almeno altrettanti fanti insieme a Niccolò II d'Este per evitare che Beranbò catturasse anche Modena. Il 2 giugno 1372 le truppe di Bernabò, 1 000 fanti e 800 lance guidate da John Hawkwood e Ambrogio Visconti, sconfissero l'esercito della lega, che aveva il doppio degli effettivi, nella battaglia di Rubiera catturando un migliaio di soldati nemici insieme al comandante Francesco da Fogliano e al nipote Guglielmo, promettendo di risparmiarli in cambio di tutti i loro castelli. La proposta venne respinta dal fratello Guido, così Francesco venne impiccato alle mura di Reggio; gli altri soldati vennero invece rilasciati.
A giugno Bernabò inviò truppe in aiuto del fratello che stava assediando Asti ai danni del Savoia. L'assedio fu infine sollevato e Galeazzo fu costretto a ritirarsi mentre Ambrogio tornò a Reggio dove si lamentò col padre per la condotta di John Hawkwood durante e dopo l'assedio tanto che questo fu licenziato e passò al soldo del papa che lo nominò gonfaloniere della Chiesa e capitano dell'esercito pontificio. Ferraresi e pontifici approfittarono della dipartita di parte delle truppe di Bernabò per effettuare scorrerie nel parmigiano e nel piacentino guidati dal cardinale di Bourges per poi assediare Sassuolo in agosto.
Bernabò rispose assediando San Polo d'Enza. In novembre Pietro di Bourges, facendo finta di recarsi dal conte di Savoia, saccheggiò le campagne parmigiane e piacentine, catturò diversi castelli piacentini e pavesi e le cittadine di Broni Borgonovo e Castelnuovo per poi tornare a Bologna con un ricco bottino. Bernabò rispose inviando Ambrogio Visconti a saccheggiare le campagne sino a Bologna. Gregorio XI rispose rinnovando la scomunica nei confronti di Bernabò e Galeazzo II, sciogliendo i loro sudditi dall'obbligo di fedeltà. Bernabò allora impose a tutti gli ecclesiastici della sua signoria di non effettuare alcuna elezione senza la sua licenza e di restare nella loro città, ordinò inoltre di arrestare qualsiasi ecclesiastico disobbediente e tutti quelli francesi presente sui suoi domini, pena la morte e la confisca dei beni.

#### La disfatta di Gavardo
All'inizio di gennaio del 1373 il papa aveva approntato due nuovi eserciti, di cui quello destinato a combattere contro Bernabò era costituito da John Hawkwood con 500 lance inglesi, Ugolino da Savignano con 300 lance ferraresi, Guidone di Pluine con una compagnia di guasconi, Giorgio Piccinino con una compagnia di borgognoni e Ulrich Totinger con una compagnia di tedeschi. Il 23 gennaio l'esercito di Bernabò al comando di Zanetto Visconti fu sconfitto sulle rive del Panaro al ritorno da operazioni di rapina nel bolognese condotte da John Hawkwood.
I pontifici ne approfittarono per occupare San Giovanni in Croce e riuscirono a provocare una sollevazione guelfa che fece perdere ai Visconti gran parte dei castelli del piacentino costringendoli a rifugiarsi in città. Il conte di Savoia, nuovo generale della lega, a sua volta ne approfittò per conquistare diversi castelli e cittadine nel novarese, tra cui Galliate, per poi attraversare il Ticino, saccheggiare la Martesana e attraversare l'Adda a Brivio provocando la sollevazione dei guelfi della valle San Martino e di molte altre. Bernabò fece espellere i guelfi da Milano poi lo tallonò con il suo esercito danneggiandone il vettovagliamento. Il conte di Savoia, a corto di viveri e in ritardo con le paghe, fu ulteriormente funestato da un morbo che si diffuse nell'accampamento e fece morire molti soldati e infine costretto a ritirarsi verso il bresciano.
Gregorio IX, volendo capitalizzare sul momento di debolezza dei Visconti, indisse una crociata contro di loro inviando John Hawkwood nel bresciano in modo da unirsi al conte di Savoia. Galeazzo II vi inviò Gian Galeazzo e Bernabò suo figlio Ambrogio per evitare che i due eserciti si congiungessero, il secondo tuttavia fu poi costretto a puntare su Bergamo per sedare la rivolta in corso finendo però ucciso il 17 agosto insieme a Ludovico da Correggio dai valligiani a Caprino Bergamasco; durante le operazioni fu distrutta l'Abbazia di Pontida. Gian Galeazzo assalì il nemico presso Montichiari sconfiggendolo e catturando circa 500 uomini. L'8 maggio, passato il fiume Chiese sconfisse John Hawkwood a Gavardo. Le truppe viscontee tuttavia si diedero al sacco dei nemici caduti e l'Hawkwood ne approfittò per contrattaccare e annientarli, catturandone quasi tutti i capitani. Gian Galeazzo Visconti dopo essere stato disarcionato riuscì a fuggire solo grazie all'aiuto di alcuni fedeli cavalieri. Dopo la battaglia sia l'Hawkwood che il conte di Savoia si ritirarono a Bologna. Lo stesso mese si stabilì una tregua dietro il pagamento di 20.000 fiorini da parte di Bernabò al papa. In settembre Bernabò marciò personalmente in valle San Martino per vendicare il figlio, soffocò la rivolta nel sangue, atterrò i fortilizi guelfi e in ottobre ritornò a Milano.

#### La rivolta nello Stato Pontificio
Nell'aprile del 1374 Giberto da Fogliano congiurò con alcuni cittadini di Scandiano, ne cacciò lo zio Guido e si alleò con la lega anti-viscontea iniziando ad effettuare scorrerie nel reggiano. Il 9 giugno Bernabò inviò Paolo Cristiani per firmare un armistizio con lo Stato Pontificio e il Savoia. Ne sei mesi successivi gran parte del dominio visconteo fu funestato dalla peste. In ottobre John Hawkwood devastò le campagne e alcune cittadine parmigiane al punto tale che non si poté seminarle e l'anno successivo non diedero raccolto. Nello stesso mese Jacopo e Antonio dei Pii cacciarono i fratelli Marsilio e Giberto da Carpi alleandosi con i pontifici.
Il 22 maggio 1375 si giunse alla ratifica di una pace per un anno tra i Visconti e la lega anti-viscontea. In agosto Bernabò diede in moglie la figlia Agnese a Francesco Gonzaga, figlio di Ludovico. In agosto Bernabò venne avvicinato da Pietro II di Cipro, bisognoso di un alleato sulla terraferma italica per muovere un attacco alla Repubblica di Genova, in guerra con Cipro. L'accordo venne suggellato dal matrimonio di Pietro con Valentina, figlia di Bernabò. Il 22 agosto, su richiesta di Federico di Cipro, Bernabò fidanzò la figlia Anglesia con Enrico figlio di Pietro.
Nel 1375 i fiorentini, si allearono con Bernabò, Giovanna I di Napoli, i senesi, i lucchesi, i pisani e gli aretini contro Gregorio XI poiché questi aveva lasciato che John Hawkwood devastasse il loro territorio malgrado fossero alleati. Bernabò mandò in loro aiuto 500 lance al comando di Zenone Visconti. Galeazzo II decise di non appoggiare il fratello. I fiorentini invitarono tutte le città d'Italia e specialmente quelle dello Stato Pontificio a ribellarsi alla tirannia dei rettori. In novembre due terzi delle città e castelli dello Stato Pontificio (Forlì, Urbino, Fermo, Perugia, Assisi, Gubbio, Città di Castello, Viterbo, Narni, Ortona, Civitavecchia e altre) si ribellarono al papa espellendo gli ufficiali della Santa Sede. Alcune famiglie nobili romane come gli Orsini, i Savelli e i Colonna fecero lega tra loro e si allearono con i Visconti e con i fiorentini.
Nel febbraio del 1376 si ribellarono anche Ascoli, Macerata e Imola, il 20 marzo fu la volta di Bologna che espulse il legato pontificio e i suoi soldati, costringendoli a riparare a Ferrara. John Hawkwood approfittò della situazione per saccheggiare Faenza e i territori pontifici circostanti. Per cercare di ristabilizzare la situazione Gregorio XI assoldò una compagnia mercenaria di francesi, bretoni e inglesi a cui aggiunse 800 cavalieri italiani. Bernabò e fiorentini risposero riunendo a Bologna un esercito di 1 000 lance al comando di Rodolfo da Varano che riuscirono a respingere i pontifici, costretti a riparare a Cesena. I cittadini di quella città si ribellarono costringendo gli ufficiali pontifici ad arroccarsi nel castello da dove furono liberati dall'intervento di John Hawkwood che saccheggio barbaramente la città facendo strage di civili. In aprile Bernabò diede la figlia Elisabetta in moglie a Lucio Lando con una dote di 12 000 fiorini.

#### La fine della cattività avignonese
Il 27 gennaio 1377, sollecitato da Caterina da Siena e intenzionato a porre fine alle rivolte nello Stato Pontificio, Gregorio XI fece solenne rientro a Roma. Si fece precedere da un esercito di 4 000 fanti e 6 000 cavalieri bretoni che, giunto nel bolognese dopo aver devastato i territori attraversati, riuscì a riacquistare alcuni castelli. In luglio Bernabò cercò di accordarsi con Hawkwood per la cattura di Modena ma Niccolò II d'Este riuscì ad anticiparlo arrestando il castellano e i modenesi ribelli per cui non se ne fece nulla. Poco dopo Astorre I Manfredi con l'aiuto dell'Hawkwood e di alcuni cittadini faentini riuscì ad impossessarsi di Faenza sottraendola ai ferraresi, poi si alleò con i Visconti e i fiorentini. Il 19 luglio il pontefice stabilì una nuova tregua con i Visconti.
Lo stesso anno Bernabò donò all'amante Donnina Porro le terre di Ronchetto cui aggiunse Pagazzano nel 1379; alla sua morte sarebbero andate in feudo al figlio illegittimo avuto con lei, Lancillotto. In maggio diede in sposa la figlia illegittima Donnina a John Hawkwood. Il 2 agosto 1377 Violante Visconti si sposò con Ottone III del Monferrato, di diversi anni più giovane. La sfortunata Violante era infatti rimasta vedova di Lionello, morto ad Alba dopo appena quattro mesi di matrimonio. Il 18 ottobre 1375 morì Cansignorio della Scala. Gli succedettero i figli naturali Antonio e Bartolomeo. Bernabò riteneva che la successione fosse invece dovuta alla moglie Regina della Scala così nell'ottobre del 1377 cercò di farli catturare da una compagnia di tedeschi durante una battuta di caccia ma i questi contravvennero agli ordini avvertendo i veronesi. Nel marzo del 1378 Gregorio XI aprì nuove trattative di pace a Sarzana con i Visconti e i fiorentini dopo essere stato sconfitto dai secondi nelle battaglie di Camerino e Matelica senza però concluderle dato che a fine mese morì. I cittadini romani si sollevarono chiedendo l'elezione di un papa italiano dopo 72 anni di francesi, fu pertanto eletto Urbano VI, da Itri. Il 4 agosto morì Galeazzo II e Bernabò assunse il governo dell'intera Signoria di Milano.

### La fine del potere e la morte (1378-1385)
Nell'aprile del 1378 John Hawkwood e Lucio Lando assediarono Verona senza risultati. In ottobre Bernabò effettuò scorrerie nel veronese dopo che i della Scala avevano inviato compagnie di ungheresi a saccheggiare il bresciano. Lo stesso anno Bernabò appoggiò la Repubblica di Venezia nella guerra di Chioggia contro Genova. Le truppe viscontee vennero però sconfitte pesantemente in Val Bisagno nel settembre del 1379. In dicembre Regina della Scala insieme al primogenito Marco marciò con 700 uomini alla volta della città e li accusò di tradimento ma non riuscì a catturare Verona a causa dell'indolenza di John Hawkwood e di Lucio Lando (forse corrotti dagli Scaligeri) che furono cacciati e si vendicarono saccheggiando la pianura bergamasca e bresciana. Il 26 febbraio 1379 si raggiunse un accordo per cui la Regina della Scala rinunciò alle sue pretese sulla città in cambio di 440 000 fiorini e una pensione annua di 2 000 fiorini. Bernabò lo stesso anno le donò i feudi lodigiani di Somaglia, Castelnuovo Bocca d'Adda, Maiano, Monteoldrado, Sant'Angelo Lodigiano e Merlino.
A questi nel dicembre del 1380 si aggiunsero i feudi di Cassano, Stezzano, Chignolo, Villanterio, Roccafranca, Tabiano e Pizzobellasio. Infine nel 1383 Regina ottenne anche Roncaglia, Sarzana, Valenza, Santo Stefano e Carrara. Nel marzo del 1379 Bernabò assegnò ai figli maschi legittimi i rispettivi feudi: a Marco toccò metà di Milano con l'altra metà in possesso di Gian Galeazzo Visconti, a Ludovico vennero assegnate Lodi e Cremona, a Carlo Parma, Crema e Fidenza, a Rodolfo Bergamo, Soncino e la Gera d'Adda, a Gianmastino Brescia, il Garda e la val Camonica sotto tutela della madre data l'età. In aprile si stipulò una pace tra i Visconti e i della Scala.
Nel 1380 il marchese del Carretto tradì i Visconti passando ai genovesi che gli offrirono Albenga. In aprile Bernabò fece entrare il nipote Gian Galeazzo nella nuova alleanza stipulata con la Repubblica di Venezia e insieme inviarono i loro due eserciti rispettivamente al comando di Niccolò Terzi e Ottorino Mandelli nel genovese. In estate Castelnuovo e Serravalle passarono sotto i Visconti. In agosto Agnese Visconti, figlia di Bernabò, sposò Francesco I Gonzaga. Il 13 novembre in forza delle bolle apostoliche, gli arcivescovi di Milano e Napoli permisero la promessa di matrimonio tra Caterina Visconti, figlia di Bernabò e Gian Galeazzo Visconti, cugini di primo grado. La sposa portò una dote di ben 100 000 fiorini d'oro. Il matrimonio si celebrò due giorni dopo presso la basilica di San Giovanni in Conca poi il marito le diede in feudo Monza e il suo castello. In novembre, infine, Antonia Visconti, altra figlia di Bernabò, sposò Eberardo III di Württemberg.
Il 18 aprile 1381 Isotta Visconti, figlia di Bernabò, ripudiò il marito Carlo da Fogliano per essere stata sposata con lui in tenera età. Lo stesso mese Ludovico Visconti, altro figlio di Bernabò, sposò Violante Visconti, figlia di Galeazzo II che gli portò in dote 100 000 fiorini d'oro. Violante era rimasta ancora una volta vedova di Ottone del Monferrato, che come il precedente marito era morto a pochi mesi dal matrimonio (fine 1378) in una battuta di caccia o in una rissa. Il 3 gennaio 1382 morì Marco Visconti, figlio di Bernabò e di lì a pochi mesi anche sua moglie Elisabetta di Baviera; furono entrambi sepolti nella basilica di San Giovanni in Conca. Nel febbraio del 1382 Bernabò Visconti e Luigi I d'Angiò si accordarono a Milano per l'invasione del Regno di Napoli e il Visconti offrì la figlia Lucia a Luigi, figlio del duca d'Angiò ed Elisabetta Visconti al conte di Valois, fratello di Carlo VII di Francia oppure al conte di Borgogna. Il matrimonio non ebbe mai luce. In marzo Bernabò maritò la figlia Maddalena con Federico di Baviera pagando una dote di 100.000 fiorini.
Il 24 luglio l'esercito angioino e quello visconteo si incontrano a Piacenza, poi Bernabò accompagnò Lodovico sino a Castel San Giovanni e gli fece numerosi doni. In agosto Carlo, figlio di Bernabò, maritò la figlia del conte d'Armagnac. A dicembre morì Pietro II di Cipro lasciando vedova Valentina Visconti.
Il 19 febbraio 1383 Bernabò siglò una pace separata con Genova. Il 18 giugno 1384 moriva la moglie Regina della Scala. Lo stesso anno Lucia Visconti sposava a Milano Edmund III Holland, figlio del re d'Inghilterra portando una dote di 75.000 fiorini. Nel 1385 Bernabò impresse una decisa svolta filo-francese alla sua politica matrimoniale. Mentre arrivavano finalmente a conclusione le trattative per il matrimonio tra sua figlia Lucia Visconti e un figlio del re di Napoli Luigi II d'Angiò, sua nipote Isabella di Baviera, figlia di Taddea, veniva promessa in sposa al re Carlo VI di Francia. In febbraio fece inoltre sposare l figlio Gianmastino ad una figlia di Antonio della Scala restituendogli tutti i castelli che aveva occupato nel veronese.

#### La trappola di Gian Galeazzo Visconti
Gian Galeazzo, vedendo minacciate le sue alleanze francesi, mosse risolutamente contro lo zio. Secondo il Giovio, Regina della Scala aveva istigato da tempo i suoi figli ad eliminare lo scomodo cugino che aveva ereditato i ricchi domini del padre ma questi, benché se ne fosse accorto, faceva finta di non saperlo. In compenso Gian Galeazzo prendeva ogni precauzione per evitare di essere eliminato: restrinse il numero dei domestici, ridusse la sua tavola a poche vivande che faceva assaggiare prima di consumare, costituì la sua guardia personale di veterani fedeli, non metteva piede fuori dalla porta di un castello se prima non aveva fatto esplorare i dintorni da una squadra di soldati, si mostrava devoto, debole e pusillanime andando a pregare in chiesa con una scorta armata, attirando su di sé il disprezzo dei cugini e facendosi sottovalutare dallo zio. Il 6 maggio 1385, con la scusa di un pellegrinaggio al santuario di Santa Maria del Monte sopra Varese, si avviò da Pavia a Milano con una scorta di mille uomini, spingendo Bernabò ad accoglierlo fuori dalla Porta Vercellina, presso l'ospedale di S.Ambrogio.
Bernabò si recò all'appuntamento su una mula accompagnato solo dai figli Rodolfo e Ludovico e da pochi armati sebbene molti cercassero di dissuaderlo. Gian Galeazzo arrivò accompagnato dai fedelissimi Ottone Mandelli e Bernardino da Lonato con le milizie di Jacopo dal Verme, Ugolotto Biancardo e Giovanni Malaspina, presumibilmente cinquanta lance, mentre lasciò indietro il resto degli uomini per non farsi scoprire. Nel Lamento di Bernabò Visconti si racconta come Gian Galeazzo avesse ordinato a cinquanta cavalieri di appostarsi entro le mura del Castello di Porta Giovia in modo da uscire di sorpresa e togliere allo zio ogni via di fuga. Bernabò e i suoi vennero pertanto facilmente circondati e catturati dagli uomini di Gian Galeazzo che poi si impadronirono dei punti chiave di Milano, mentre la plebe veniva lasciata libera di saccheggiarne il palazzo.
Il vecchio "tiranno" fu rinchiuso nelle segrete del Castello di Porta Giovia per poi essere trasferito il 25 maggio da Gaspare Visconti nel castello di Trezzo sull'Adda dove rimase rinchiuso per sette mesi prima di morire il 19 dicembre tra le braccia di Donnina Porro forse per intossicazione da una scodella di fagioli avvelenati. Bernabò aveva raggiunto i sessantadue anni e aveva signoreggiato per trenta. Il Giulini racconta che essendosi accorto di essere stato avvelenato, proruppe in gran pianto e si percosse il petto ripetendo continuamente cor contritum et humiliatum Deus non despicies finché spirò.
Gian Galeazzo tributò solenni funerali allo zio-suocero per non farne un martire. Bernabò fu sepolto in un grande mausoleo a Milano dietro l'altare maggiore della basilica di San Giovanni in Conca. L'esecuzione della tomba fu affidata allo scultore Bonino da Campione, che venne incaricato di riadattare, con modifiche e aggiunte, il monumento equestre commissionatogli per la stessa chiesa dallo stesso Bernabò intorno al 1363. La grandiosa arca marmorea si trova oggi al Castello Sforzesco di Milano.. Una testina marmorea erratica rinvenuta nel 2012 nei depositi del Castello Sforzesco è stata identificata come un ritratto di Bernabò negli ultimi anni di vita. L'opera è attribuita a Bonino da Campione. Le ossa furono traslate nel 1814 nella Chiesa di Sant'Alessandro in Zebedia, dove riposa dal 1892 anche la moglie Beatrice.

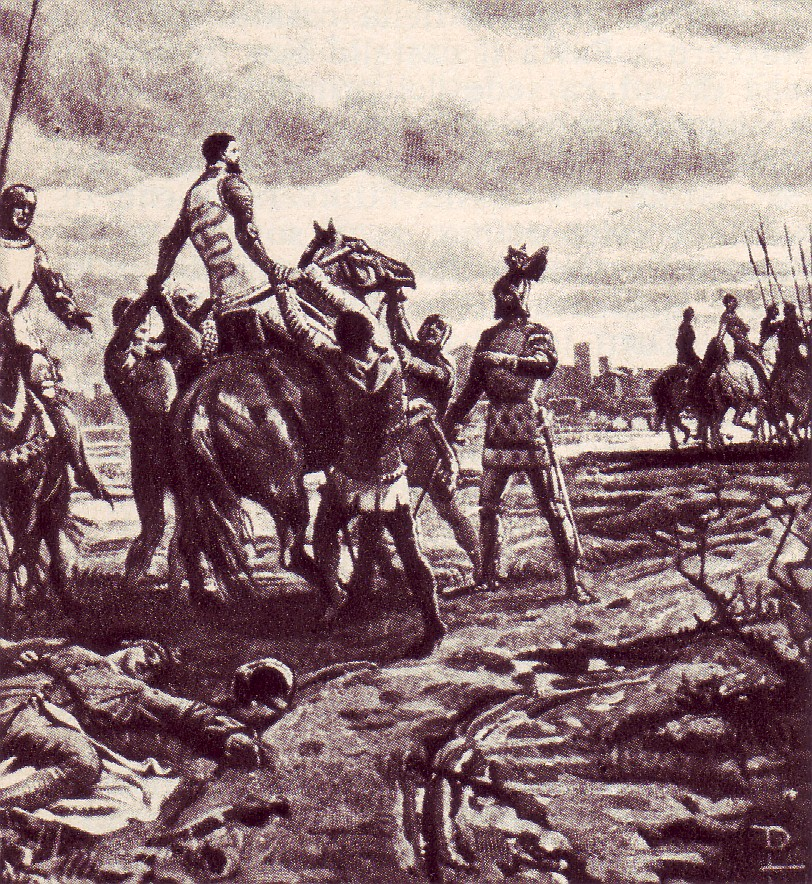
L'arresto di Bernabò Visconti.

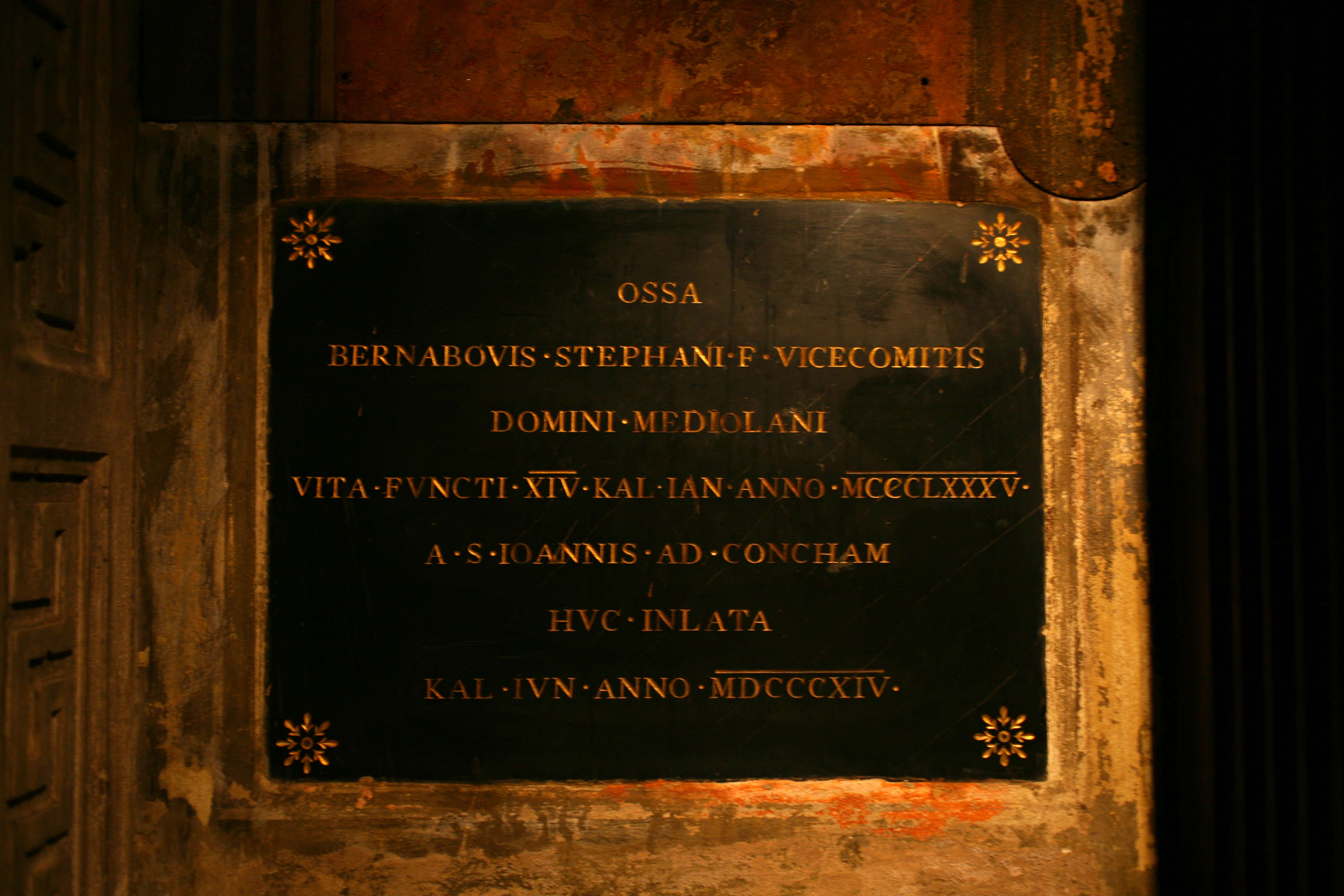
Lapide del sepolcro di Bernabò Visconti, 1814, chiesa di Sant'Alessandro in Zebedia, Milano

## Aspetto e personalità
Bernabò viene descritto dagli storici dell'epoca come uomo di bell'aspetto, intelligente, colto, astuto, fine politico ed abile giurista ma anche facile all'ira, impaziente, insaziabile, avaro, vendicativo e capace di atti di incredibile e maniacale crudeltà.
Il Giulini riporta una descrizione fatta da un annalista anonimo del XIV secolo.
(Giorgio Giulini, Memorie)

## Discendenza
Bernabò Visconti ebbe almeno trenta figli da sei donne diverse.
Dalla moglie Beatrice Regina della Scala, a cui fu promesso nel 1345 e che sposò a Verona nel 1350, ebbe ben quindici figli, cinque maschi e dieci femmine:
- Taddea, (Milano, 1351 – Monaco di Baviera, 28 settembre 1381), sposò nel 1364 il duca Stefano III di Baviera-Ingolstadt;
- Verde, (Milano, 1352 – 1414), sposò nel 1365 Leopoldo III d'Asburgo;
- Marco, (novembre 1353 – Milano, 3 gennaio 1382), Signore di Parma, nel 1367 sposò Isabella di Baviera-Landshut, figlia di prime nozze del Duca Federico di Baviera-Landshut;
- Ludovico (1355 – Trezzo sull'Adda, 28 luglio 1404), Governatore e Signore di Parma (dal 1382 al 1385), Governatore di Lodi, sposò la cugina Violante Visconti;
- Valentina, (Milano, 1357 – estate 1393), sposò nel 1378 Pietro II di Cipro;
- Rodolfo (1358 - 1389), Signore di Bergamo e Soncino;
- Carlo, (1359 – 1403), Signore di Cremona, sposò nel 1382 Beatrice d'Armagnac, figlia del Conte d'Armagnac;
- Antonia, (Milano, 1360 – Stoccarda, 26 marzo 1405) sposò nel 1380 Eberardo III di Württemberg;
- Caterina, (Milano, 1362 – Monza, 17 ottobre 1404) nel 1380 divenne la seconda moglie del cugino Gian Galeazzo Visconti, futuro Duca di Milano, divenendo la madre dei duchi Giovanni Maria e Filippo Maria;
- Agnese, (1363 – dicembre 1391) sposò nel 1380 Francesco I Gonzaga Signore di Mantova, morì decapitata;
- Maddalena, (Milano, 1366 – Burghausen, 17 luglio 1404), nel 1381 divenne la seconda moglie del Duca Federico di Baviera-Landshut;
- Gianmastino, (1370 – 1405) Signore di Brescia e della Val Camonica, sposò nel 1385 Cleofe della Scala, figlia di Antonio della Scala, Signore di Verona;
- Lucia, (circa 1372 – Inghilterra, 14 aprile 1424) sposò nel 1407 Edmund Holland, 4º Duca di Kent;
- Elisabetta, (Milano, circa 1374 – Monaco di Baviera, 2 febbraio 1432) sposò nel 1395 Ernesto di Baviera-Monaco;
- Anglesia, (circa 1377 –12 ottobre 1439) sposò intorno al 1400 il re di Cipro, re titolare di Gerusalemme, pretendente al trono armeno di Cilicia, Giano di Lusignano, da cui si separò nel 1408 circa.

Dalla contessa Donnina de Porri (Porro) di Brianza dei marchesi di Trebbia, forse sposata dopo la morte della prima moglie, ebbe:
- Palamede, di cui non si hanno notizie certe;
- Lancillotto, (... - 1441), legittimato, conte di Pagazzano e della Gera d'Adda, fu padre di Lucia e di Donnina Visconti, signora di Bologna, per matrimonio con Annibale I Bentivoglio;
- Sovrana (Soprana), (1383 - ...), sposò Giovanni da Prato;
- Ginevra, (1385 - 1438), nel 1403 sposò il marchese Leonardo Malaspina da cui ebbe la figlia Argentina che sposò il marchese Giorgio del Carretto di Finale Ligure.
- Damigella, (... - ...);

Dalla cortigiana Montanina de Lazzari ebbe:
- Sagramoro I, (... - 1385), signore di Brignano Gera d'Adda creato dal padre nel 1380, sposò Archiletta Marliani a cui diede Leonardo, da cui Sagramoro II, da cui Francesco Bernardino I, da cui Pallavicino, da cui Francesco Bernardino II, da cui Claudia, moglie dal 1581 di Lodovico Marazzani Landi Visconti (+ nel 1636), genitori di Gianfrancesco III Marazzani Visconti. Il ramo ed il cognome dei Visconti di Brignano continua ancora oggi (dall'anno 1602) ed è rappresentato e portato da Gianfranco Marazzani Visconti Terzi (Piacenza) capo della famiglia omonima, e da altri membri della famiglia Marazzani Visconti Terzi e Marazzani Visconti.
- Donnina, (... - 1406), legittimata, probabile figlia di Montanina, nel 1377 sposò Giovanni Acuto a cui diede Giannina, Caterina e Anna.

Dall'amante Bertramola de' Grassi ebbe:
- Ambrogio, (1343 ca. – 1373), primo figlio di Bernabò, legittimato; sposò Margherita Visconti, figlia illegittima dell'arcivescovo Giovanni;
- Enrica, (1344 ca. - ...), sposò Lotario Rusca (Rusconi) di Como a cui diede Franchino, Enrica, Giovanni, Baldassarre, Maddalena e Donnina;
- Margherita, (1345 ca. - ...), divenne badessa del monastero di Santa Margherita a Milano;
- Astorre (Ettorre o Ettore), (1346 – Castello di Monza, 7 gennaio 1413), Signore di Martinengo e di Morengo, Signore di Monza, sposò Margherita Infrascati;
- Isotta, (1370 ca. - ...), probabile figlia di Bertramola, legittimata, sposò Carlo da Fogliano;
- Isabella, (... - ...);
- Visina, (... - ...).[80]

Dall'amante Caterina Freganeschi, figlia dell'oste dell'Osteria del Saraceno di Milano ebbe:
- Galeotto, (1360 ca. - ...);
- Riccarda, (fine anni '60 - ...), nel 1384 sposò Bernardon de la Salle, capitano di ventura

Dall'amante Giovannola di Montebretto ebbe:
- Bernarda, (Milano, 1353 - Milano, 4 ottobre 1376);
- Valentina, (... - ...), poi legittimata, sposò in prime nozze Gaspare Visconti e in seconde nozze Giovanni Aliprandi.[83]

## Ascendenza
|                   |              |                    | Genitori              |  |  | Nonni |  |  | Bisnonni          |  |  | Trisnonni       |  |
|                   |              |                    |                       |  |  |       |  |  | Teobaldo Visconti |  |  | Obizzo Visconti |  |
|                   |              |                    |                       |  |  |       |  |  | Teobaldo Visconti |  |  | Obizzo Visconti |  |
|                   |              | Fiorina Mandelli   |                       |  |  |       |  |  | Teobaldo Visconti |  |  |                 |  |
| Matteo I Visconti |              |                    |                       |  |  |       |  |  | Teobaldo Visconti |  |  |                 |  |
|                   |              | Anastasia Pirovano | …                     |  |  |       |  |  |                   |  |  |                 |  |
|                   |              | Anastasia Pirovano | …                     |  |  |       |  |  |                   |  |  |                 |  |
|                   |              | Anastasia Pirovano | …                     |  |  |       |  |  |                   |  |  |                 |  |
| Stefano Visconti  |              | Anastasia Pirovano |                       |  |  |       |  |  |                   |  |  |                 |  |
|                   |              | Squarcino Borri    | Lanfranco Borri       |  |  |       |  |  |                   |  |  |                 |  |
|                   |              | Squarcino Borri    | Lanfranco Borri       |  |  |       |  |  |                   |  |  |                 |  |
|                   |              | Squarcino Borri    | …                     |  |  |       |  |  |                   |  |  |                 |  |
| Bonacossa Borri   |              | Squarcino Borri    |                       |  |  |       |  |  |                   |  |  |                 |  |
|                   |              | Antonia            | Guglielmo I de Suavis |  |  |       |  |  |                   |  |  |                 |  |
|                   |              | Antonia            | Guglielmo I de Suavis |  |  |       |  |  |                   |  |  |                 |  |
|                   |              | Antonia            | Beatrice Malaspina    |  |  |       |  |  |                   |  |  |                 |  |
| Bernabò Visconti  |              | Antonia            |                       |  |  |       |  |  |                   |  |  |                 |  |
|                   | Branca Doria | Niccolò Doria      |                       |  |  |       |  |  |                   |  |  |                 |  |
|                   | Branca Doria | Niccolò Doria      |                       |  |  |       |  |  |                   |  |  |                 |  |
|                   | Branca Doria | Preziosa de Torres |                       |  |  |       |  |  |                   |  |  |                 |  |
| Bernabò Doria     | Branca Doria |                    |                       |  |  |       |  |  |                   |  |  |                 |  |
|                   |              | Caterina Zanca     | Michele Zanca         |  |  |       |  |  |                   |  |  |                 |  |
|                   |              | Caterina Zanca     | Michele Zanca         |  |  |       |  |  |                   |  |  |                 |  |
|                   |              | Caterina Zanca     | Simona Doria          |  |  |       |  |  |                   |  |  |                 |  |
| Valentina Doria   |              | Caterina Zanca     |                       |  |  |       |  |  |                   |  |  |                 |  |
|                   |              | Federico Fieschi   | Tedisio III Fieschi   |  |  |       |  |  |                   |  |  |                 |  |
|                   |              | Federico Fieschi   | Tedisio III Fieschi   |  |  |       |  |  |                   |  |  |                 |  |
|                   |              | Federico Fieschi   | Simona della Volta    |  |  |       |  |  |                   |  |  |                 |  |
| Eliana Fieschi    |              | Federico Fieschi   |                       |  |  |       |  |  |                   |  |  |                 |  |
|                   |              | Chiara ?           | …                     |  |  |       |  |  |                   |  |  |                 |  |
|                   |              | Chiara ?           | …                     |  |  |       |  |  |                   |  |  |                 |  |
|                   |              | Chiara ?           | …                     |  |  |       |  |  |                   |  |  |                 |  |
|                   |              | Chiara ?           |                       |  |  |       |  |  |                   |  |  |                 |  |

## Opere architettoniche legate a Bernabò Visconti

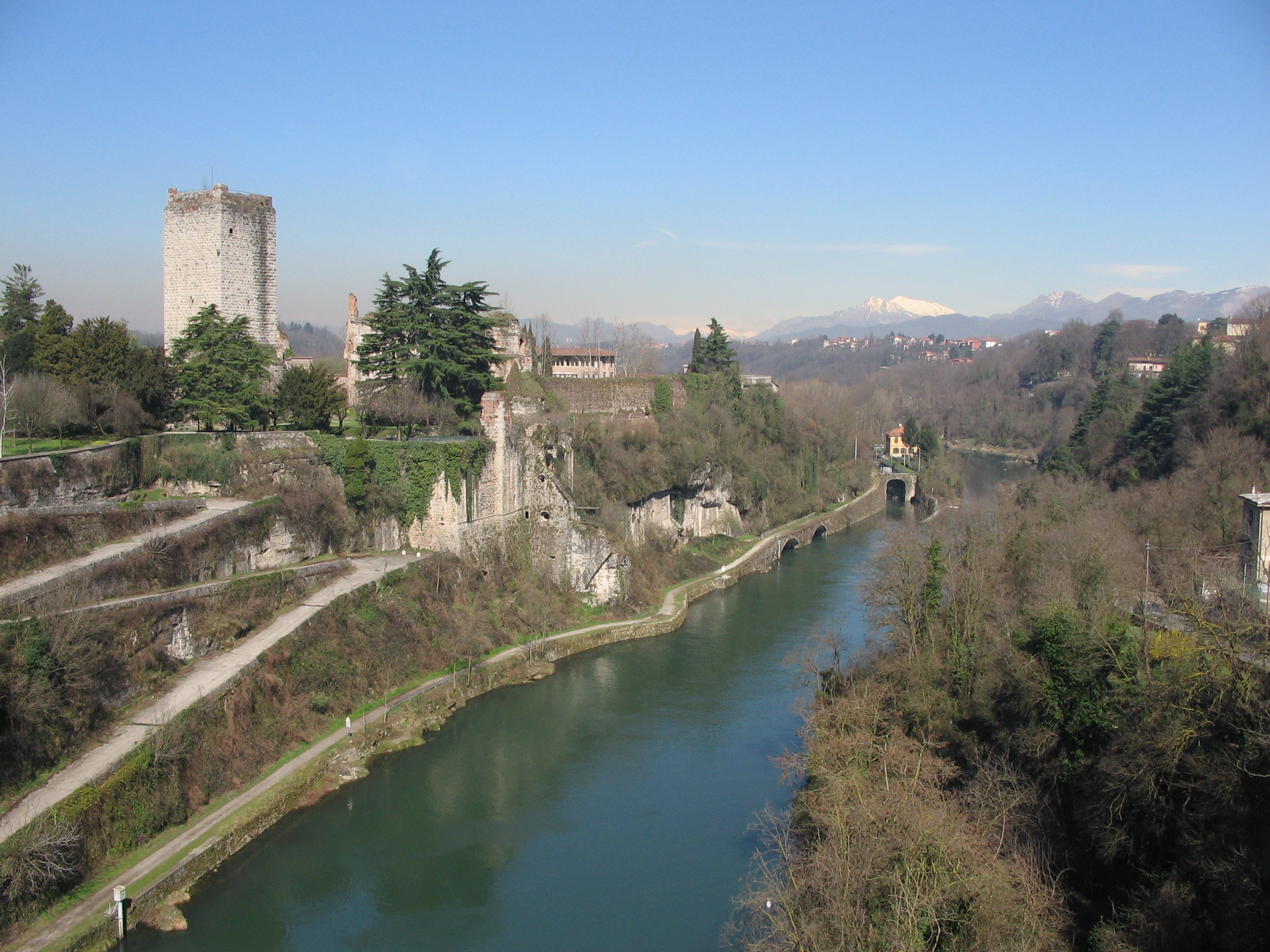
Il castello di Trezzo sull'Adda; sulla destra del castello è visibile la spalla del ponte voluto da Bernabò Visconti

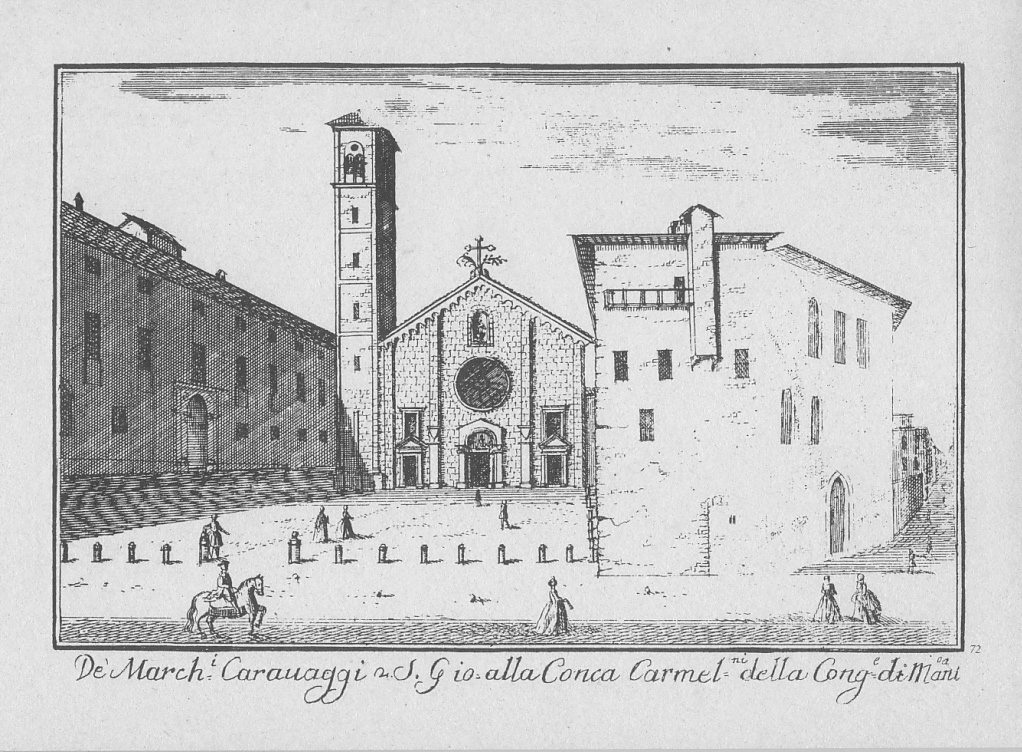
Marc'Antonio Dal Re, la Basilica di San Giovanni in Conca e sulla destra la Cà di Can come appariva nel XVII secolo

- A Milano era solito risiedere in un palazzo accanto alla basilica di San Giovanni in Conca noto come Cà di Can, appartenuto a Luchino Visconti, che fece ampliare aggiungendo mura merlate alte venticinque braccia (circa quindici metri) e un ampio cortile interno, conferendogli un aspetto simile ad un castello. Nel 1380 la fece riedificare in seguito ad un incendio. Ornò la vicina basilica di San Giovanni in Conca con nuovi altari scolpiti e affreschi. Commissionò un monumento equestre autocelebrativo che dopo la sua morte sarebbe stato riadattato dal nipote Gian Galeazzo per diventare il suo sepolcro. Bernabò, armato di tutto punto e in sella ad un destriero con il bastone del comando nella destra, è fiancheggiato dalle rappresentazioni allegoriche di due virtù cardinali, ovvero la Giustizia e la Fortezza ma non dalla Prudenza e dalla Temperanza (a lui sconosciute!). La statua si trovava accanto all'altare maggiore nella basilica di San Giovanni in Conca. Oggi si trova nella Sala della Cancelleria all'interno del museo d'arte antica del Castello Sforzesco.[70]
- Nel 1358 fece costruire le rocche di Porta Nuova e Porta Romana. La rocchetta di Porta Nuova si stendeva dall'omonima porta sino alla chiesa di San Giacomo. La rocchetta di Porta Romana era in realtà una fortezza che si estendeva dalla basilica di San Nazaro in Brolo sin quasi a Porta Tosa, verosimilmente la più grande della città dopo il Castello. Il complesso inglobava la pusterla del Bottonuto che attraversava la Cerchia dei Navigli con un proprio ponte davanti alla chiesa di San Barnaba. Non è invece chiaro se possedesse o meno, come afferma il Corio, una loggia fortificata che la collegava alla Cà di Can o se l'autore l'abbia scambiata con quella che collegava questo palazzo al Broletto Vecchio. In seguito sotto Francesco Sforza fu in parte demolita per realizzare l'Ospedale Maggiore.[84]
- Nel 1359 onorò i genitori Stefano Visconti e Valentina Doria facendo realizzare insieme ai fratelli il monumento funebre scolpito da Bonino da Campione che si trova nella Cappella dei Visconti all'interno della basilica di Sant'Eustorgio.[85]
- Nel 1359 e nel 1366 effettuò generose donazioni sotto forma di feudi (esenti da prelievi fiscali, con annessi diritti di riscossione della decima e di pesca e con alcuni poteri di giurisdizione sul territorio) agli ospedali di San Giacomo, Sant'Antonio, Santi Pietro e Paolo, San Lazzaro, Santa Caterina in Brolo, Sant'Ambrogio e San Pietro dei Pellegrini. In cambio ciascun ospedale si impegnava a svolgere opere caritatevoli per una certa somma come la distribuzione di cibo ai poveri, la concessione di una dote alle fanciulle meno abbienti ed elemosine ai carcerati. Questi ospedali furono soppressi sotto Francesco Sforza con la realizzazione della Ca' Granda, sede dell'Ospedale Maggiore. Lo stesso anno edificò la chiesa di San Giovanni Battista e le carceri della Malastalla, destinate a rinchiudere i debitori insolventi.[86][87][88]
- Il 13 aprile 1361 fondò insieme al fratello l'università di Pavia che resterà la più importante in Lombardia sino alla prima metà del XX secolo. Si attivò per attirare studiosi da tutta Italia al fine di aumentarne il prestigio.[89]
- Realizzò le nuove mura di Parma insieme alle rocche a difesa di Porta Nuova e Porta San Michele. Collegò poi la rocca di Porta Nuova al ponte di Madonna Zilia con una strada coperta.[90]
- Al fine di garantirsi una miglior presa sui territori del dominio e quale vendetta per le continue rivolte, ordinò la demolizione di buona parte dei castelli in possesso delle famiglie guelfe. Sopravvissero quelli passati sotto il diretto dominio visconteo, come il castello di Pagazzano, già residenza dell'arcivescovo e signore di Milano Giovanni Visconti. D'altra parte fece costruire numerosi castelli, tra cui quelli di Melegnano con la sua riserva di caccia e il ponte sul Lambro, Trezzo, Pandino, Cusago, Lodi, Cremona, Desio, Senago, Carona, Castronno, Pontremoli, Salerano sul Lambro, San Colombano al Lambro, Pizzighettone e Castelnuovo Bocca d'Adda. A lui si devono inoltre la cittadella di Bergamo, risalente al 1355 e l'ampliamento della rocca di Bergamo così come il castello e la cittadella di Brescia.[91]
- Il 10 dicembre 1369 fondò due cappellanie presso la chiesa di San Bernardo, posto in Santa Maria del Monte di Varese. L'edificio verrà completato nel 1371. Lo stesso anno fondò anche una cappella dedicata alla Vergine nella basilica di San Nazaro in Brolo nota successivamente come "cappella della Florana" in quanto dedicata a Florana, figlia di Vitale Spata.[92]
- Nel 1369 o 1370 ordinò l'erezione di un ponte fortificato a Trezzo sull'Adda nel contesto della realizzazione del nuovo castello. Era lungo 72 metri, largo 8 metri e alto 25 metri dal pelo dell'acqua, costituito da una singola enorme campata, munito di una torre per ciascun lato[91] e strutturato su tre livelli coperti posti l'uno sopra l'altro: in quello inferiore circolavano i carri, le merci e le salmerie, in quello intermedio gli uomini a cavallo e in quello superiore i pedoni. Il ponte era merlato e il suo accesso era regolato un ponte levatoio su ciascuna riva.[87] L'illuminazione e l'aerazione interna era garantita da finestre a grata. Fu concluso dopo sette anni e tre mesi di lavori e all'epoca era uno dei più grandi se non il più grande ponte a singola arcata in Europa. Dopo la sua realizzazione la maggior parte delle merci in transito sul tratto intermedio dell'Adda passarono per questo ponte a discapito di quelli di Vaprio e Cassano. Fu demolito nel 1416 dal Carmagnola durante un assedio. Nel XIX secolo parte delle rovine furono utilizzate per realizzare l'Arena Civica.[93]
- La moglie Regina della Scala il 7 settembre 1381 fece erigere a Milano la chiesa di Santa Maria alla Scala per una spesa di 15 000 fiorini al posto di parte delle case rotte ovvero dei resti del Palazzo dei Torriani. La chiesa diede poi il nome al Teatro alla Scala. Apportò importanti modifiche al castello di Sant'Angelo Lodigiano per una spesa di 100 000 fiorini, facendolo diventare la sua dimora signorile.

## Bernabò tra realtà e leggenda
Sono numerosi gli aneddoti storici e le leggende che circondano la figura di Bernabò Visconti. Segue una lista delle più note.
- Bernabò, come molti nobili dell'epoca si dilettava nella caccia, specialmente al cinghiale con i cani. Chiunque fosse negligente a partecipare ad una delle sue battute di caccia, vero affare di Stato, poteva essere torturato o ucciso. I sudditi, malgrado i divieti a loro imposti, spesso cacciavano l'animale insieme ad altra selvaggina per sfamarsi. Il Corio racconta che un giorno, avendo scoperto che alcuni di loro violavano le sue disposizioni, li fece catturare, cavò loro gli occhi e li torturò atrocemente per poi impiccarli. Pare che almeno un centinaio di persone fecero questa fine ma molte altre furono proscritte e i loro beni confiscati oppure gli veniva bruciata la casa ed erano bandite. Fece impiccare l'abate del convento di San Barnaba che aveva catturato delle lepri, cavare gli occhi ad un uomo che passeggiava in una sua strada privata, tagliare le mani e cavare gli occhi ad un giovinetto che gli riferì di aver sognato di uccidere un cinghiale, fece uccidere dal suo canettiere un contadino che aveva un cane. Decretò che nessun giudice sarebbe stato pagato se non avesse prima messo a morte un uccisore di pernici. Chi veniva colto a cucinare o mangiare selvaggina veniva multato, compresi i locandieri che se ne lamentarono a più riprese.[94][95]
- Era un grande amante dei cani, si racconta che ne possedesse cinquemila e che nessun altro fosse autorizzato a possederne uno. Realizzò per i suoi esemplari preferiti una grande tenuta presso il borgo di Quarto Cagnino che allora si trovava in campagna a quattro miglia dalla città mentre oggi è un quartiere di Milano. Il nome del borgo potrebbe derivare proprio da questa tenuta. I cani erano tuttavia talmente numerosi e costosi da mantenere che si dice abbia deciso di distribuirli ai sudditi che avrebbero dovuto mantenerli in buona salute a proprie spese. Ogni due settimane questi dovevano recarsi al palazzo di Bernabò, popolarmente nota come Ca' di Can (Casa dei Cani), affinché ne verificasse le condizioni. Secondo il Giovio invece vi erano dei ministri dell'ufficio della caccia (gli "ufficiali dei cani") che giravano per tutta la città con un libro in cui era rappresentato e descritto ciascun cane. Chiunque presentasse un cane in cattiva forma veniva malmenato o era soggetto a pesanti multe e in caso di morte dell'animale si ricorreva alla confisca dei beni. La Cà di Can fu distrutta da un incendio nel XIX secolo, poi ricostruita e infine demolita solo nel 1946 per far posto all'Hotel dei Cavalieri.[96] Da questo edificio parrebbe derivare l'espressione milanese alla Cà di Can per indicare l'angoscia di recarsi dal signore in tali circostanze. Nel dopoguerra, una errata traduzione sembrerebbe aver storpiato la frase in "alla cazzo di cane", fraseologia scurrile, significante "lavorare male, con nessun criterio".
- Nel 1361 due legati pontifici andarono da Bernabò a notificargli le volontà di Innocenzo VI in merito ad una controversia sul possesso di Bologna (o, secondo altri, la scomunica papale nel 1373[97]). Furono accolti da Bernabò in persona alla testa di un piccolo esercito a Melegnano, sul ponte che attraversava il fiume Lambro che era in piena. Dopo aver letto il plico papale, Bernabò disse "Scegliete pur voi, o mangiare o bere": i due capirono che il "bere" significava essere buttati nel fiume e preferirono ingoiare la pesante pergamena con tanto di cordone di seta, da cui il modo di dire "mangiare la foglia" (manger la feuille: "mangiare il foglio" in francese[97]). Uno dei legati si chiamava Guglielmo da Grimoard, futuro Papa Urbano V che non perdonò mai l'affronto.[98]
- Nel 1361 Bernabò si rifugiò a Melegnano per cercare di evitare di essere colpito dalla peste che stava facendo strage in Lombardia. Durante una battuta di caccia si smarrì tra i boschi finché, incontrato un contadino che stava tagliando della legna, si offrì di farlo salire in groppa qualora gli avesse mostrato la strada per uscire dal bosco e questi accettò. Salito a cavallo iniziò a lamentarsi di soprusi del governatore di Lodi poi di Bernabò che definì crudele ma in grado di far rispettare la legge e mantenere l'ordine. Usciti dal bosco, Bernabò promise al contadino che gli avrebbe pagato cena e donato un grosso se l'avesse accompagnato all'albergo e ancora una volta questi accettò. Mentre erano per strada, ad un tratto vennero loro incontro i servitori del Visconti portando delle torce per illuminare il cammino. Quando questi fecero riverenza all'uomo, il contadino si avvide di chi fosse e ne fu terrorizzato. Bernabò tuttavia mantenne la parola data e gli offrì quanto promesso oltre a fargli rilasciare un campo che gli era stato sottratto.[99]
- Il 22 maggio 1362 a Bologna si formò una nuova lega anti-viscontea così le signorie di Verona, Mantova e Ferrara decisero di inviare a Milano tre ambasciatori per esortare Bernabò a restituire i castelli che aveva occupato nel bolognese e in Romagna. Il signore di Milano non si degnò di riceverli e fece riferire quanto avevano da dire a un suo cancelliere. Quando questi riferì a Bernabò quanto gli avevano detto, il Visconti montò in collera e ordinò che fossero confinati nell'albergo in cui risiedevano. Li costrinse ad indossare una semplice veste bianca, a montare a cavallo e a presentarsi al suo cospetto all'Arengo esponendosi alle risate del popolo assiepato ai lati della strada. Giunti all'Arengo, li fece aspettare due ore davanti alla porta per poi uscire e costringerli a sfilare per le vie della città per poi ricoprire i loro signori di ingiurie. Non pago, dopo averli fatti giurare di non cambiarsi le vesti se non alla presenza del loro signore, li fece scortare al confine da un gruppo di soldati. Secondo il Villani invece Bernabò gli fece consegnare dei vasi d'argento contenenti gli emblemi delle loro casate distorti in modo oltraggioso, agli Scaligeri ad esempio toccò una scala appesa ad una forca.[100]
- Un giorno Roberto Visconti, arcivescovo di Milano, si rifiutò di ordinare un monaco che riteneva indegno. Quando Bernabò venne a saperlo, furente, gli disse: Nescis, pultrone, quod ego sum papa et imperator ac dominus in omnibus terris meis, et quod nec imperatore, immodo nec Deus, posset in terris meis facere nisi quod vellem nec intendo quod faciat?[101] Poi lo fece rinchiudere in una stanza.[102]
- Bernabò sprezzava le censure ecclesiastiche, impedì ad alcuni preti di officiare la messa o di risiedere nella canonica, aumentò l'imposizione fiscale nei loro confronti, fece arrestare prelati e persino vescovi e ne confiscò i beni. Pare che non fosse possibile alcuna elezione o promozione nelle chiese se non con il consenso di Girardolo Pusterla, suo procuratore, che aveva un potere tale che i milanesi, per riferirsi al papa, presero a chiamarlo "Girardolo". Due arcivescovi di Milano, Guglielmo II Pusterla e Simone da Borsano, si guardarono bene dall'occupare il loro posto in arcivescovado. Vi rientreranno solo nel 1376 con Antonio da Saluzzo dopo un miglioramento nei rapporti tra Bernabò e il pontefice. Nondimeno, quando venne a Milano, Antonio vi entrò con poca pompa per timore dell'ira di Bernabò.[103]
- Nel 1363 scoppiarono disordini a Milano poiché si erano formate alcune compagnie di briganti che iniziarono a commettere numerosi furti, violenze e rapine. Per dare l'esempio, venuto a sapere che Albertone Bulgarone, suo cancelliere, aveva commesso violenze contro dei francescani, lo fece catturare mentre girava per la città di notte, gli fece cavare gli occhi e poi lo fece impiccare insieme ad altri sei suoi compagni. Ordinò che da quel momento a nessuno fosse permesso di girare armato sotto pena della forca o di bighellonare di notte, pena il taglio di un piede. Si vantava che nelle sue terre chiunque potesse viaggiare sicuro con il solo bastone.[102]
- Spese complessivamente più di due milioni di fiorini d'oro in dote per le figlie e oltre tre milioni per la guerra contro Bologna.[104]
- Punì la sua stessa figlia Bernarda per adulterio risparmiandole la pubblica esecuzione ma confinandola a pane e acqua nella rocchetta di Porta Nuova, presso l'omonima porta a Milano. Vi morì dopo sette mesi e venne sepolta nella chiesa di San Giacomo (oggi scomparsa) poco fuori dalla porta. Si dice che fu rivista viva a Bologna e Bernabò, per accettarsi che forse veramente morta, diede ordine di farla riesumare.[105]
- Numerose leggende sono legate al castello di Trezzo in cui visse, fu imprigionato e morì. Si vuole che durante la sua agonia abbia scritto su un muro della cella “tanto a me tanto a te” con il suo stesso sangue per maledire il nipote Gian Galeazzo Visconti, divenuto signore di Milano a sue spese. All'interno del castello si trovano due profondi pozzi, in uno si dice abbia fatto montare delle lame che dilaniavano i prigionieri che vi erano gettati ancor prima che questi finissero sul fondo allagato dalle acque dell'Adda. Pare che vi gettasse anche alcune delle fanciulle di cui si era annoiato. Nei sotterranei si trova un ambiente noto come "stanza della goccia" dove l'acqua cadeva dal soffitto in gocce ad intervalli regolari. Il prigioniero veniva legato e posizionato con la fronte proprio sotto a una di queste gocce che lentamente, giorno dopo giorno, gli scavava il cranio, portandolo alla follia e provocandogli una morte atroce. Su alcune pareti dei sotterranei adiacenti al pozzo delle lame e alla stanza della goccia affiorano, ancora oggi e in determinati periodi dell’anno, delle grosse macchie rosse, umide, molto simili al sangue fresco. La leggenda vuole che questo sia il sangue delle numerose vittime torturate e uccise da Bernabò che sgorga dalla pareti per ricordare le atrocità da lui commesse. In realtà si tratterebbe di una specie di fungo. Si racconta che il 19 dicembre di ogni anno (la sua data di morte) vi sia l’apparizione del suo fantasma che vaga per il maniero, producendo tremende urla. Si parla anche del fantasma di una donna, forse la figlia che lui stesso fece uccidere. Si dice infine che avesse fatto costruire, sfruttando dei passaggi naturali, lunghi tunnel scavati nella roccia in grado di collegare il castello di Trezzo con quelli di Cassano e di Brivio per poter fuggire in caso di necessità; l'entrata di questi cunicoli dovrebbe essere una porta nei sotterranei che non conduce da nessuna parte in quanto il passaggio è bloccato dai detriti derivanti dal crollo del soffitto.

## Armoriale
Un ghepardo assiso tra le fiamme indossante un elmo con il Biscione crestato d'oro ingollante un fanciullo moro di carnagione dalle braccia distese impugnante un filatterio con il motto souffrir m'estuet me sans volter oppure souffrir m'estuet in gotisach accompagnato dalle lettere D e B (Dominus Bernabos).
Il ghepardo tra le fiamme potrebbe essere interpretato come il rifiuto della codardia o della lussuria in favore della Temperanza (una delle quattro virtù cardinali), rappresentata in forma allegorica sul monumento equestre a Bernabò.
Motti
- souffrir m'estuet me sans volter[109] - le sue testimonianze più antiche, databili tra il 1355 e il 1361, sono costituite da alcuni affreschi presenti in due sale e presso il portico al pianterreno del castello di Pandino e da altre due sue rappresentazioni sul monumento equestre a Bernabò Visconti, generalmente datato tra il 1355 e il 1363.
- souffrir m'estuet in gotisach[110] - costituisce un'interpretazione alternativa al precedente. Pare che Bernabò abbia mutuato questo motto da Galeazzo II, suo fratello e co-signore di Milano, nel cui armoriale compare tuttavia un leone e non un ghepardo o un leopardo, scelta volta probabilmente a sottolinearne i tratti comuni e al contempo le differenze.[111]
- confer in estoit inguter[112]

Imprese
- Un cane con collare assiso tra due alberi, legato al tronco di uno di essi tramite una catena associato al motto quietum nemo impune lacesset[113]. Questa impresa, che si trova sotto l'allegoria della Fortezza sul suo monumento equestre, riflette la personalità di Bernabò e probabilmente il suo amore per i cani e per la caccia. Fu in seguito adottata, con lievi modifiche, da Francesco Sforza.

### Fonti
- Pompeo Litta, Famiglie Celebri Italiane - I Visconti, Milano
- Gian Pietro Brogiolo, Città, castelli, campagne nei territori di frontiera (VI-VII sec.), Mantova, 1995.
- Tristano Calchi, Genealogia dei Visconti, in Giuseppe Volpi (a cura di), Istoria de' Visconti e delle cose d'Italia, avvenute sotto di essi, vol. II, Napoli, 1737,  pp. 275-298. URL consultato il 28 agosto 2019.
- Giovanni Campiglio, Storia di Milano, Milano, Felice Rusconi, 1831.
- P. Canetta, Bernarda, figlia naturale di Bernabò Visconti, Archivio Storico Lombardo, 1883, pp. 9–53.
- Bernardino Corio, Storia di Milano, a cura di Egidio De Magri, Angelo Butti e Luigi Ferrario, vol. 2, Milano, Francesco Colombo, 1856, SBN LO10619498. URL consultato il 28 agosto 2019.
- Andrea Gamberini, Bernabò Visconti, in Dizionario biografico degli italiani, vol. 99, Roma, Istituto dell'Enciclopedia Italiana, 2020.
- Paolo Giovio, Vite dei dodici Visconti, a cura di Lodovico Domenichi, Milano, Francesco Colombo, 1853. URL consultato il 28 agosto 2019.
- F. Gibertini, Glorie degli eroi Visconti, Milano, 1784.
- Giorgio Giulini, Memorie spettanti alla storia, al governo, ed alla descrizione della Città e della campagna di Milano nei Secoli Bassi, Milano, 1856.
- Giorgio Giulini, Continuazione delle Memorie spettanti alla storia, al governo, ed alla descrizione della Città e della campagna di Milano nei Secoli Bassi, Milano, 1771.
- Angelo Mazzi, Bernarda, figlia naturale di Bernabò Visconti, Archivio Storico Lombardo, 1906.
- G. Volpi, Dell'istoria dei Visconti, Napoli, 1748.

### Studi
- Daniela Pizzagalli, Bernabò Visconti, Milano, 1994.
- Marek Miroslav, "Complete Genealogy of The House Visconti".
- Luigi Barnaba Frigoli, Un denaro in meno di Cristo - Bernabò Visconti nella novellistica toscana, in Archivio storico lombardo 2007, Milano, 2007.

### Romanzi storici
- Luigi Barnaba Frigoli, La Vipera e il Diavolo, edizioni Meravigli, Milano 2013.
- Luigi Barnaba Frigoli, Maledetta serpe, edizioni Meravigli, Milano 2016.
- Adriana Assini, Agnese, una Visconti, Scrittura & Scritture Edizioni, Napoli, 2018.